# Le Grand Théâtre des peintres néerlandais
De groote schouburgh der Nederlantsche konstschilders en schilderessen
Le Grand Théâtre des peintres néerlandais (titre original en néerlandais : De groote schouburgh der Nederlantsche konstschilders en schilderessen) est un recueil de biographies d'artistes néerlandais du XVIIe siècle rédigé par Arnold Houbraken et publié en trois volumes de 1718 à 1721 incluant des portraits gravés. L'œuvre de Houbraken, importante source d'information sur ces artistes, qui a fortement été inspirée par le Het Gulden Cabinet de Cornelis de Bie (1662), se veut une suite au Schilder-boeck de Carel van Mander (1604).
Le premier volume paraît en 1718, le deuxième en 1719, tandis que le troisième est publié par la femme et les enfants de Houbraken de façon posthume en 1721.
Le Schouburg fait partie des 1 000 ouvrages les plus importants selon le Basisbibliotheek (nl) (le « Canon de la littérature néerlandaise » du Moyen Âge à aujourd'hui).

## Contexte et influences
Le Schouburg n’est pas la première continuation de l’œuvre de Carel van Mander car divers auteurs avaient tenté d'illustrer son œuvre. Ainsi, Joannes Meyssens avait mis au jour, en 1649, son Image de divers hommes à l'imitation de l’Iconographie de Van Dyck. En 1662, Cornelis de Bie avait publié son Het Gulden Cabinet, et Félibien avait publié ses Entretiens sur les vies et sur les ouvrages des plus excellents peintres anciens et modernes, en 1666, suivis, en 1668, de la Teutsche Academie de Joachim von Sandrart. Houbraken connaissait très bien Inleyding tot de Hooge Schoole der Schilderkonst, publié par son maître Samuel van Hoogstraten en 1678 pour les étudiants de l’art. Dans les années 1690, Roger de Piles avait publié L’abrégé de la vie des peintres, suivi du Cabinet des singularitez de Florent le Comte en 1699. Houbraken, qui mentionne ces œuvres dans le premier chapitre de son premier volume, voulait employer ses dons de graveur à corriger les erreurs et les omissions de ces travaux antérieurs, et mettre les biographies à jour avec des gravures de portraits d’artistes.
Le Schouburg consiste en trois volumes. Le premier, qui n’est qu'un supplément à l’œuvre de Karel van Mander, recense environ 200 artistes nés entre 1466 (à commencer par Érasme) et 1613 (Jacques d'Arthois) qui avaient été omis ou dont les biographies allaient au-delà de la date de publication de 1604 de Van Mander. La popularité de ce volume fut telle qu'un second volume fut immédiatement mis en préparation, et des plans furent mis en route pour amener le projet jusqu’au début du XVIIIe siècle, date à laquelle Houbraken écrivait.
Non content de s’appuyer considérablement sur les sources susmentionnées, Houbraken a également consulté des ouvrages d’histoire locale de différentes villes néerlandaises. D’autres sources inédites pour son matériel proviennent de divers contacts via son réseau professionnel, principalement des membres de Guilde de Saint-Luc de Hollande. Il mentionne de nombreux membres du groupe Bentvueghels à Rome pendant leur Grand Tour, mais il mentionne également Vincent van der Vinne avant sa mort en 1702. Houbraken a établi une hiérarchie où les majuscules signalaient une grande importance et les minuscules une mention honorable. Bien que les noms en majuscules soient destinés à l’index, celui-ci était loin d’être complet à l’époque de la publication du premier tome. Une édition ultérieure des trois livres en 1756, aujourd'hui disponible dans la Digitale Bibliotheek voor de Nederlandse Letteren, contient un index amélioré.

## Contenu

### Volume I
Liste des artistes mentionnés :
- Desiderius Erasmus[gt 1]
- David Joris[gt 2]
- Cornelis Anthonisz[gt 3]
- Jean de Hoey[gt 4]
- Bernard van Orley[gt 5]
- Michael Coxcie[gt 6]
- Dirk Crabeth et Wouter Crabeth I[gt 7]
- Dirk de Vrije[gt 8]
- Joan Dac[gt 9]
- Johannes Snellinks[gt 10]
- Isaac Nicolai[gt 11]
- Adam van Noort[gt 12]
- Otto van Veen[gt 13]
- Jan de Waal[gt 14]
- Adrian Nieuwland[gt 15]
- Abraham Bloemaart[gt 16]
- Tobias Verhaeght[gt 17]
- Michael Mierevelt[gt 18]
- Paulus Moreelse[gt 19]
- Jan van Kuik Woutersze[gt 20]
- Sebastiaan Franks[gt 21]
- Adam Elshaimer[gt 22]
- Lucas Franchoys l'Ancien[gt 23]
- Hendrik Gaud[gt 24]
- Roelant Savry[gt 25]
- Adam Willaarts[gt 26]
- Aart Druivestein[gt 27]
- Jacob Willemsz Delff[gt 28]
- Pierre Paul Rubens[gt 29]
- Pieter Soutman[gt 30]
- Samuel Hoffmann[gt 31]
- Jan van Hoek[gt 32]
- Marten Pepijn (en)[gt 33]
- Abraham Janszen[gt 34]
- Horatius Gentilesco[gt 35]
- Hendrik van Balen[gt 36]
- Frans Snyders[gt 37]
- Joan Breugel[gt 38]
- Adrian van Stalbemt[gt 39]
- Daniel Blok[gt 40]
- Frans Hals[gt 41]
- Deodat del Monte[gt 42]
- Pieter Lastman[gt 43]
- David Teniers[gt 44]
- Hendrik van der Borght[gt 45]
- Wencelaus Koeberger[gt 46]
- Jakob Woutersz. Vosmeer[gt 46]
- David Baili[gt 47]
- Pieter de Valk (en)[gt 48]
- Willem van der Vliet[gt 49]
- Guiliam Nieulandt[gt 50]
- Christiaan Jansz van Biezelingen (en)[gt 51]
- Gasper de Krayer[gt 52]
- Cornelis Poelenburg[gt 53]
- Alexander Keerings[gt 54]
- Joris van Schoten[gt 55]
- Nestus Thoman (en)[gt 56]
- Pieter Feddes van Harlingen[gt 57]
- Hendrik Terbruggen[gt 58]
- Adrian van der Venne[gt 59]
- Johan Torrentius[gt 60]
- Daniel Seghers[gt 61]
- Adriaan van Linschoten (en)[gt 62]
- Lucas de Wael[gt 63]
- Wybrand de Geest[gt 64]
- Gerard Honthorst[gt 65]
- Pieter Snayers[gt 66]
- Adriaen de Bie[gt 67]
- Christoffel Schovarts[gt 68]
- Cornelis de Wael[gt 69]
- Jacques Jordaens[gt 70]
- Hendrik Berckman[gt 71]
- Lucas van Uden[gt 72]
- Dirk van Hoogstraten (en)[gt 73]
- Jacques Franquart[gt 74]
- Pieter Mierevelt (en)[gt 75]
- Leonard Bramer[gt 76]
- Jean van der Bruggen[gt 77]
- Jan van Goyen[gt 78]
- Pieter Pietersz Deneyn (en)[gt 79]
- Roelant Roghman[gt 80]
- Pieter Saenredam[gt 81]
- Salomon de Bray[gt 82]
- Adrian van Uitrecht[gt 83]
- Hubertus Grimani (en)[gt 84]
- Anthony van Dyk[gt 85]
- Jodocus de Momper[gt 86]
- Johannes van Ravesteyn, Cornelis de Vos, Adam de Koster, Daniel Mytens, Artus Wolfart, Theodorus van Loon[gt 87]
- Jan Lis[gt 88]
- Joan de Heem[gt 89]
- Johan Parcellus[gt 90]
- Jan Pinas et Jacob Pinas[gt 91]
- Pieter de Molijn[gt 92]
- Werner van den Valckert[gt 93]
- Remigius van Rheni (en)[gt 94]
- Lowys de Vadder[gt 95]
- Martin Ryckaert[gt 96]
- Andries van Artvelt[gt 97]
- Jacob van Es[gt 98]
- Willem et Gillis Backereel[gt 99]
- Joannes Wildens[gt 100]
- Pieter van de Plas (en)[gt 101]
- Jacobus de Geest[gt 102]
- Pieter Neefs le Vieux ou le Jeune[gt 103]
- Theodoor Babuer[gt 104]
- Christoffel et Jacob van der Laan (en)[gt 105]
- Hendrik de Klerk[gt 106]
- Anthoni Salart[gt 107]
- Justus van Egmont[gt 108]
- Philips de Champanje[gt 109]
- Pieter Koek van Aelst[gt 110]
- Evert et Willem van Aelst[gt 111]
- Jan van Bronkhorst[gt 112]
- Nicolaes Knufter[gt 113]
- Johannis Cossiers[gt 114]
- Simon de Vos[gt 115]
- Joan Bylert[gt 116]
- Pieter van Asch[gt 117]
- Kristiaen van Kouwenberch[gt 118]
- Daniel van Heil[gt 119]
- Jacob Gerritsz. Cuyp[gt 120]
- Albert Cuyp[gt 121]
- Pieter Dankers de Ry[gt 122]
- Peter Franchoys[gt 123]
- Luigi Primo (Ludowicus)[gt 124]
- Rembrandt van Rijn[gt 125]
- Paudiss[gt 126]
- Frans Wulfhagen[gt 127]
- Jürgen Ovens[gt 128]
- Monniks (en) (Monix)[gt 129]
- Jan van den Velde[gt 130]
- Esaias van den Velde[gt 131]
- Joachim von Sandrart[gt 132]
- Emanuel de Witt[gt 133]
- Pieter van der Willigen[gt 134]
- Abraham van Diepenbeek[gt 135]
- Jan T. van Ieperen[gt 136]
- Theodoor van Thulden[gt 137]
- Paulus de Vos[gt 138]
- Erasmus Quellinus II[gt 139]
- Carel Erpard[gt 140]
- Jan Lievens[gt 141]
- Ferdinand Bol[gt 142]
- Palamedes Palamedesz[gt 143]
- Anna Maria Schuurmans[gt 144]
- Margarita Godewyk[gt 145]
- Adriaen Brouwer[gt 146]
- Joost van Craasbeek[gt 147]
- Jacob Bakker[gt 148]
- Bartram de Fouchier (en)[gt 149]
- Herman Zachtleven[gt 150]
- Cornelis Zachtleven[gt 151]
- Willem van Bemmel[gt 152]
- Salomon Koning[gt 153]
- Jan Baptist van Heil (en)[gt 154]
- Robert van Hoek[gt 155]
- David Teniers[gt 156]
- Adriaen et Isaac van Ostade[gt 157]
- Cornelis Bega[gt 158]
- Leendert van der Koogen (en)[gt 159]
- Willem van den Velde[gt 160]
- Johannes Mytens[gt 161]
- Emelraad (en)[gt 162]
- Pieter Janszen (en)[gt 163]
- Thomas Willeborts Bossaert[gt 164]
- Otto Marcelis[gt 165]
- Pieter van Laar[gt 166]
- Nicolas de Helt Stokade[gt 167]
- Abraham Willaerts[gt 168]
- Jacques van Artois[gt 169]

De nombreux portraits gravés ont été inclus pour illustrer les artistes mentionnés ; à noter que le premier ci-dessous a été réalisé par Arnold Houbraken lui-même :

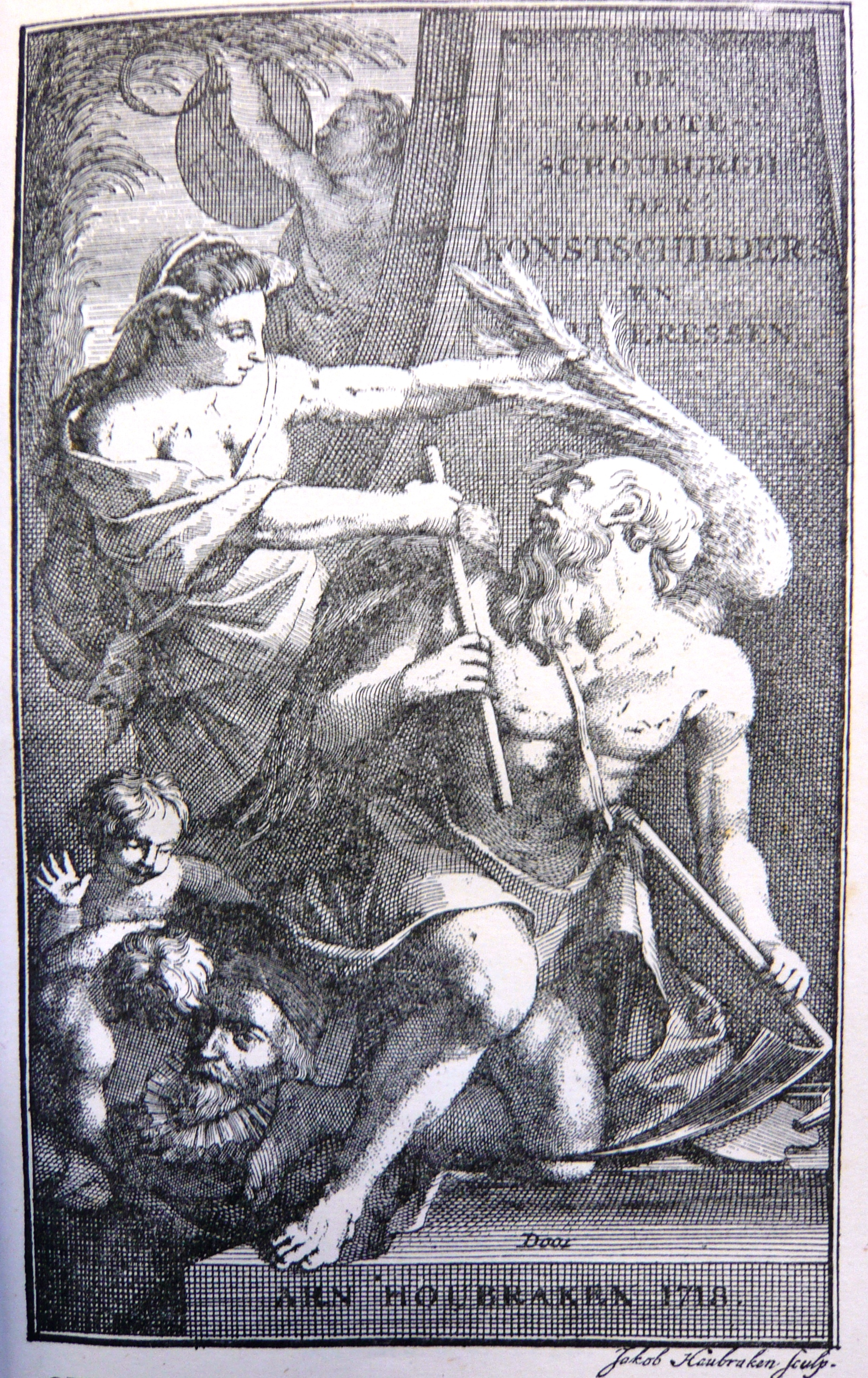
Vol. 1, frontispice avec Otto van Veen
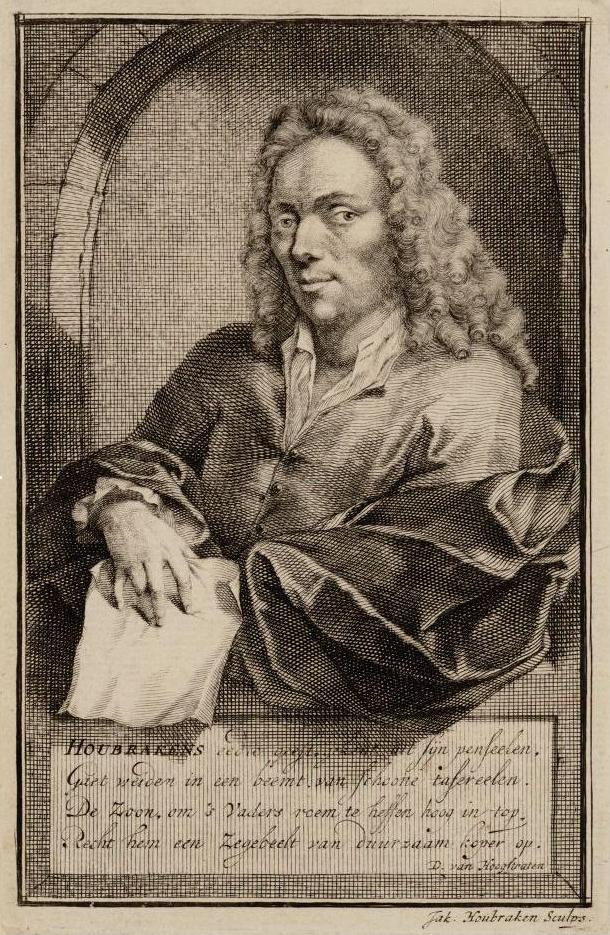
Portrait d'Arnold Houbraken, par son fils Jacob
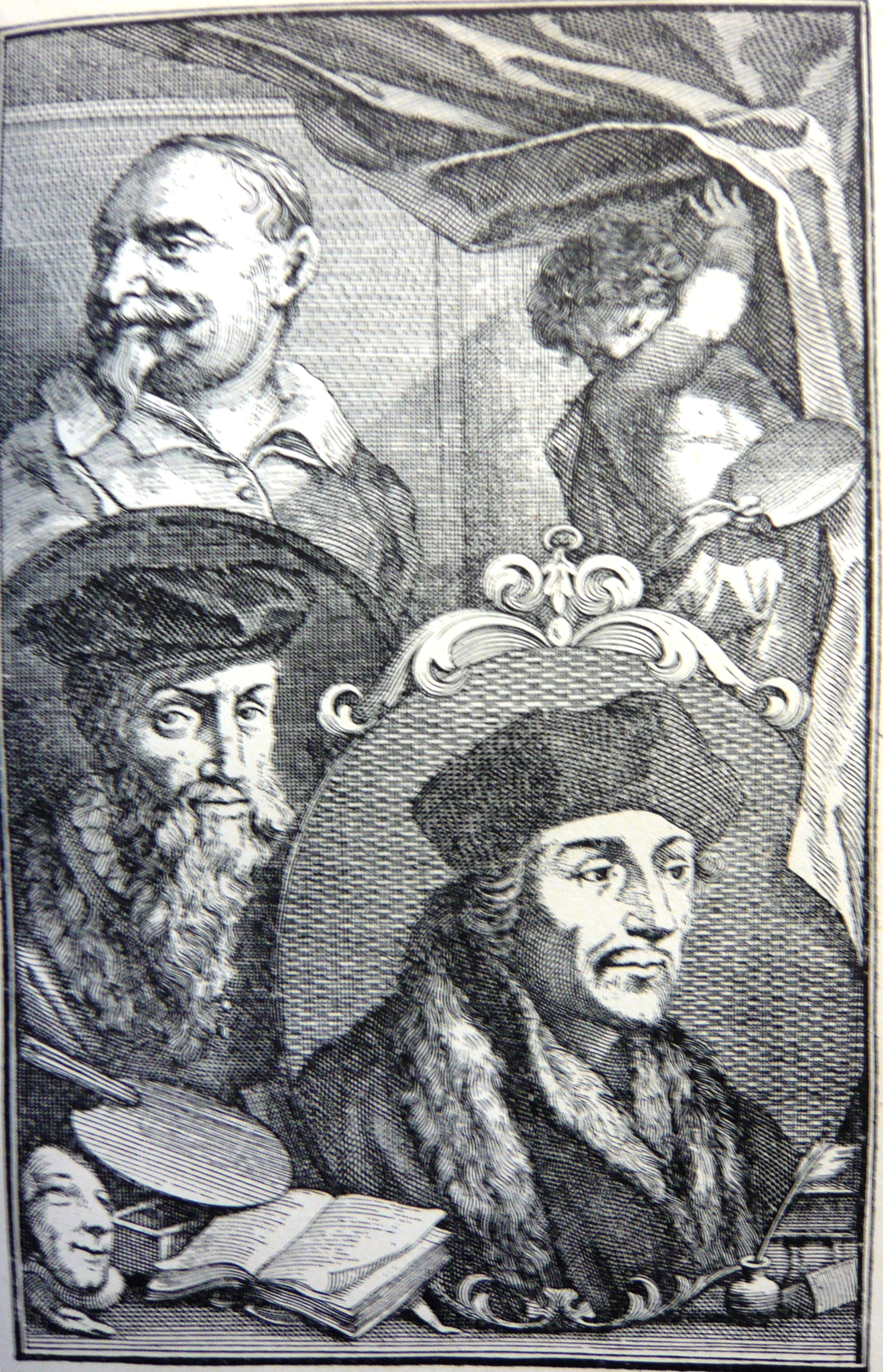
Vol. 1, plaque A, p. 16 Desid. Erasmus. Dav. Joris. Johan Snellings.
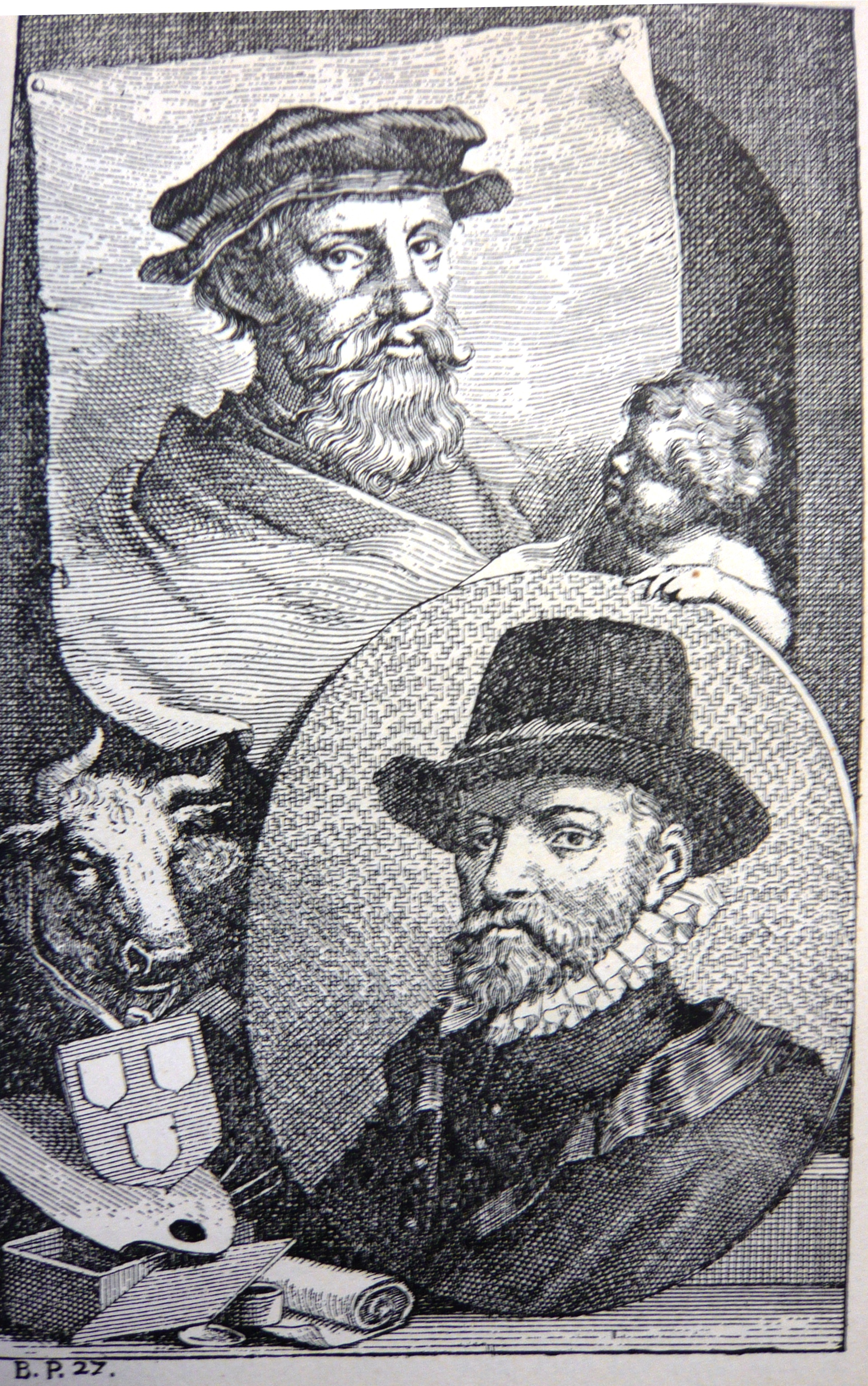
Vol. 1, plaque B, p. 26. Dirk Crabet. Wouter Crabet.
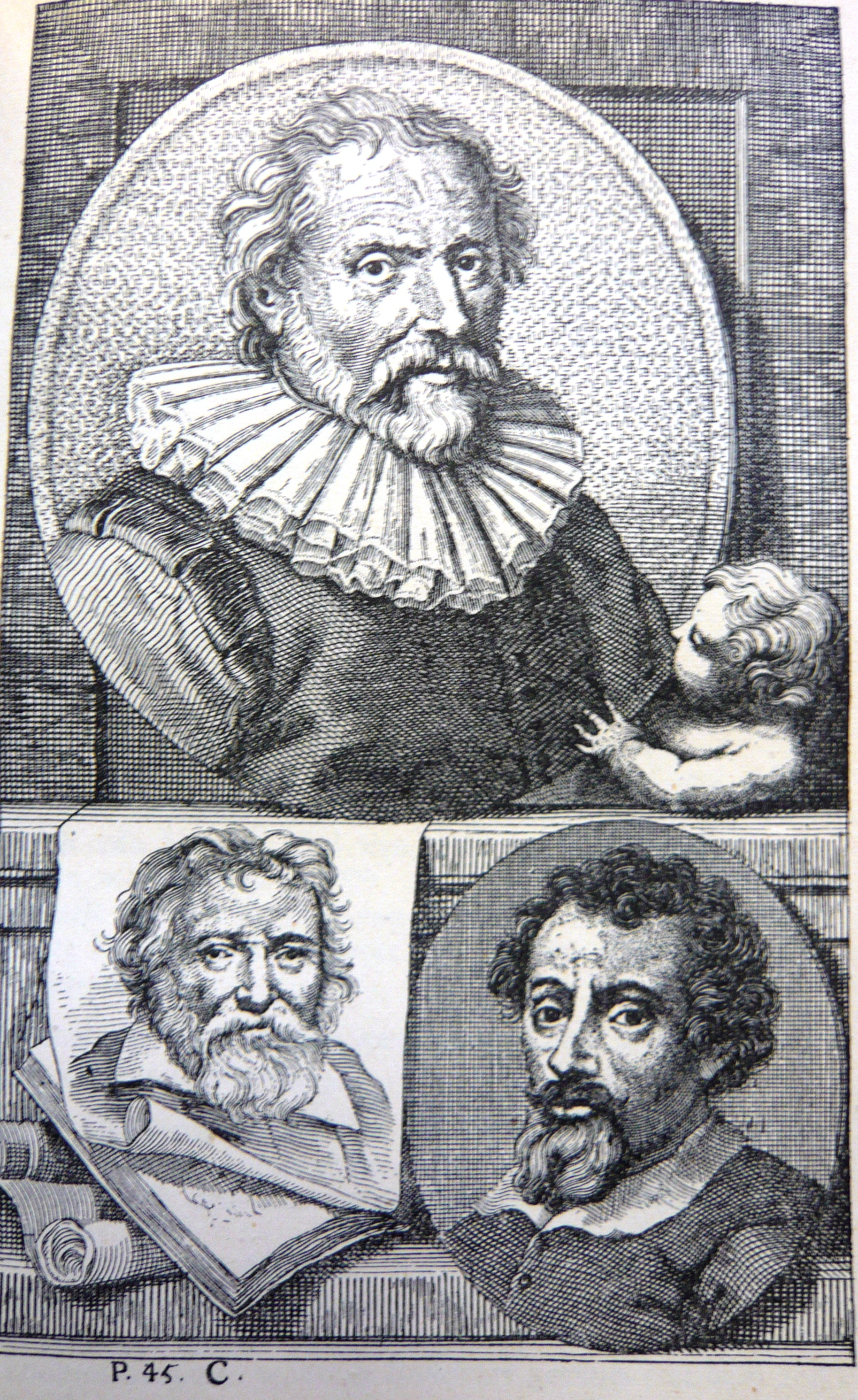
Vol. 1, plaque C, p. 44 Abr. Bloemaart. Ad. Elshaimer. Ad. van Oort.
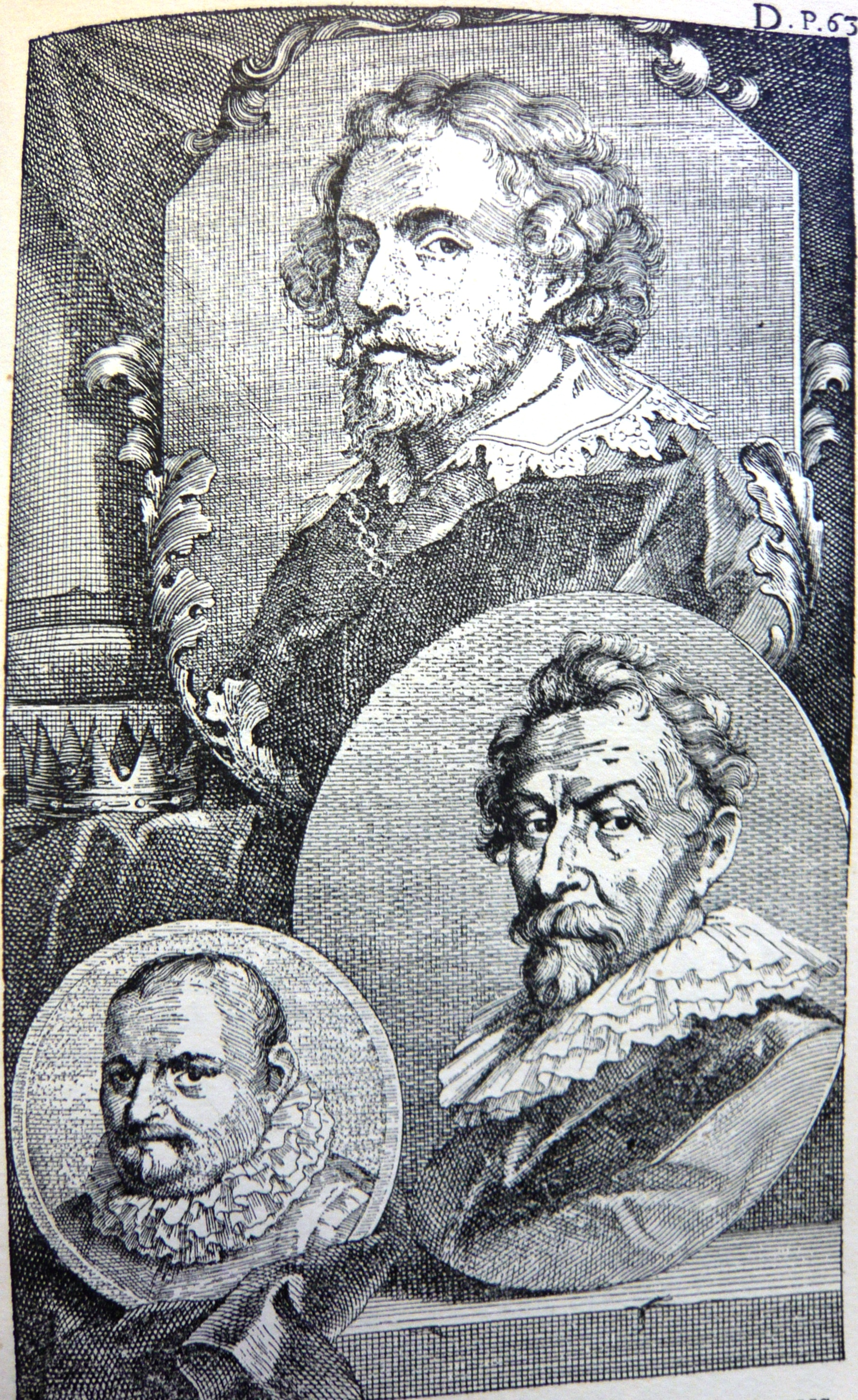
Vol. 1, plaque D, p. 62 P. P. Rubbens. Hendr. van Balen. Roel. Savry.
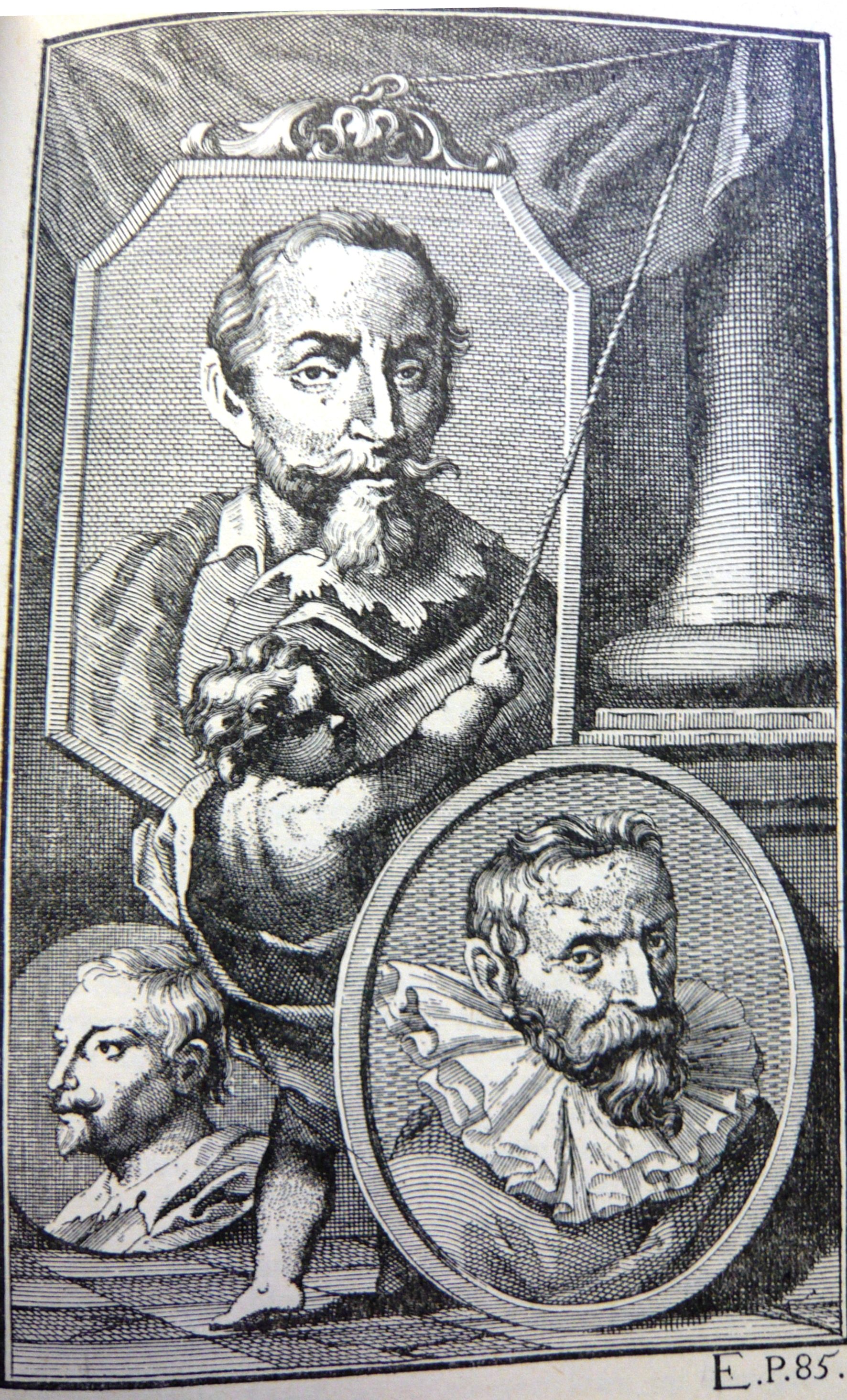
Vol. 1, plaque E, p. 84 Fr. Snyders. Jan Breugel. Korn. Schut.
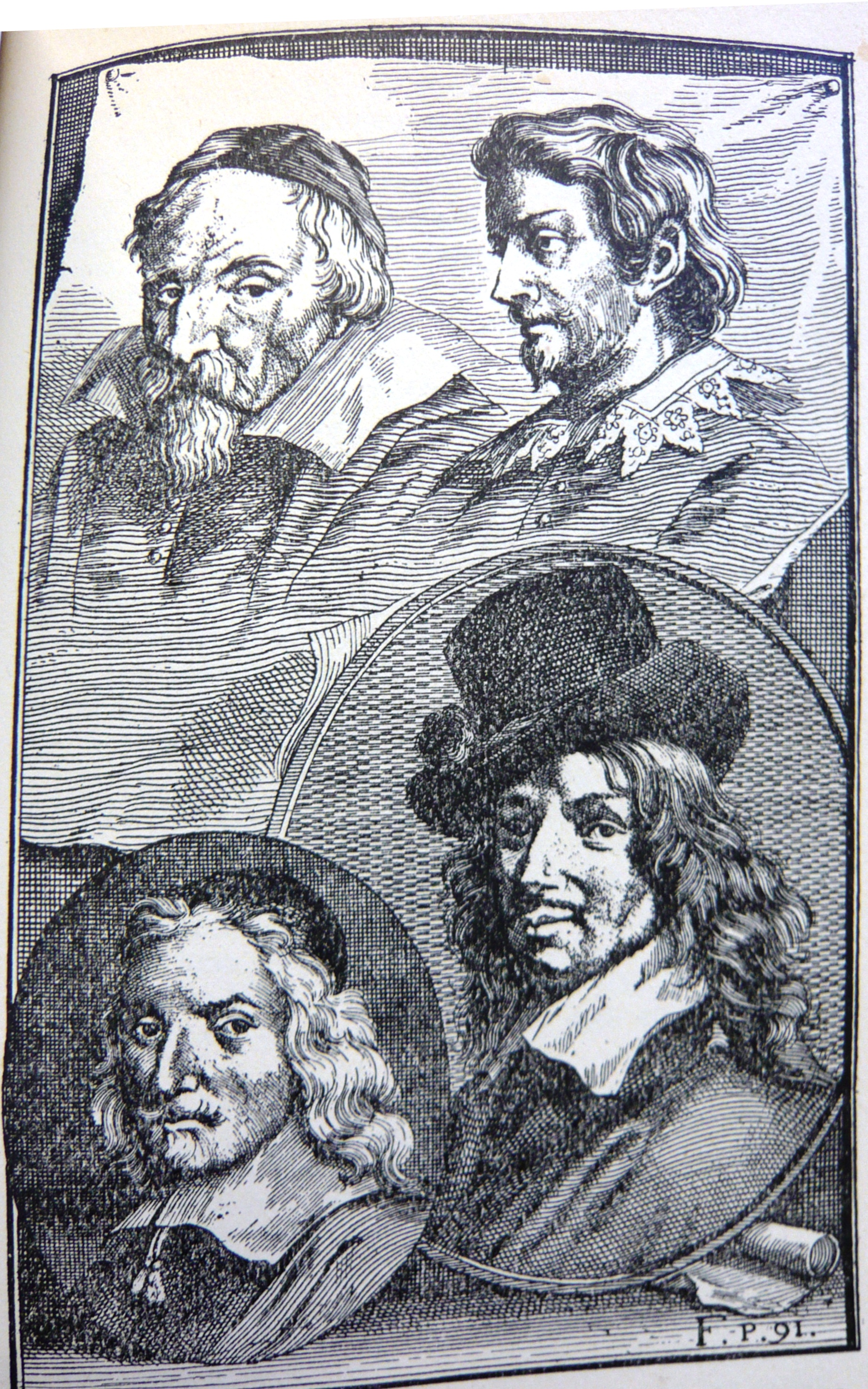
Vol. 1, plaque F, p. 90 Fr. Hals. Wensl. Koebergen. Luc. van Uden. Wybr. de Geest.
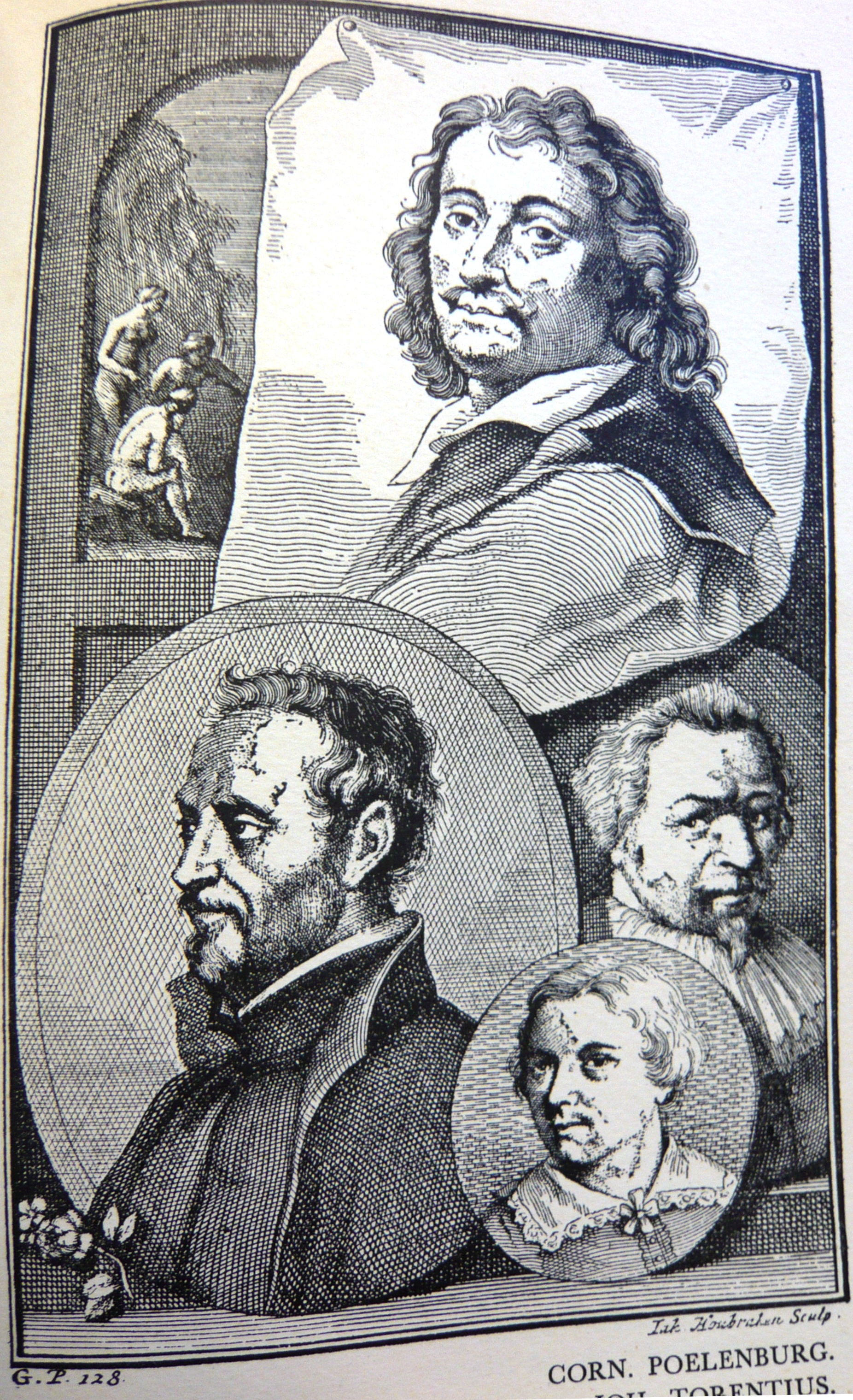
Vol. 1, plaque G, p. 128 Korn. Poelenburg. Dan. Segers. J. Torentius. P. Valk.
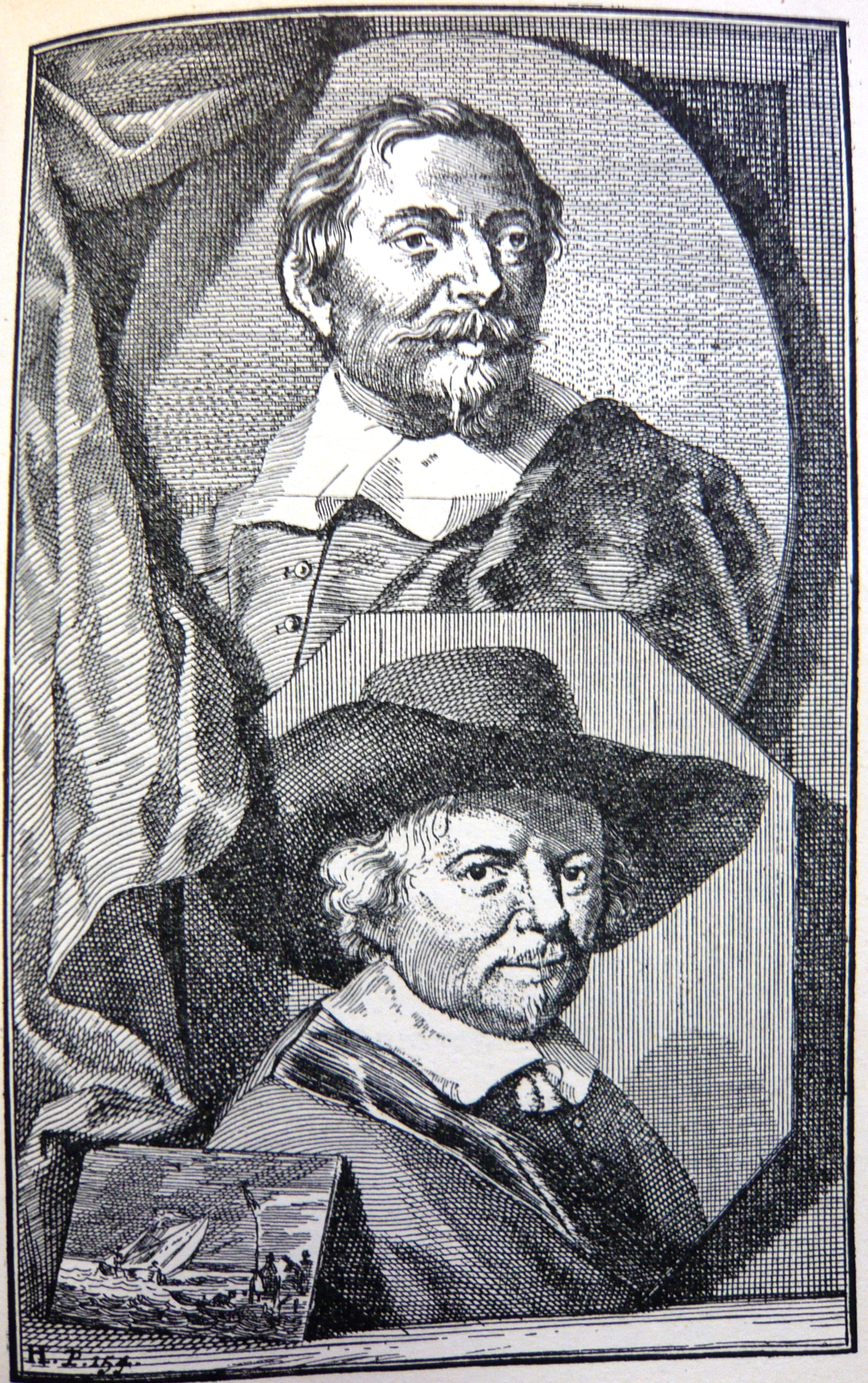
Vol. 1, plaque H, p. 154 Jaques Jordaans. Jan van Goijen.
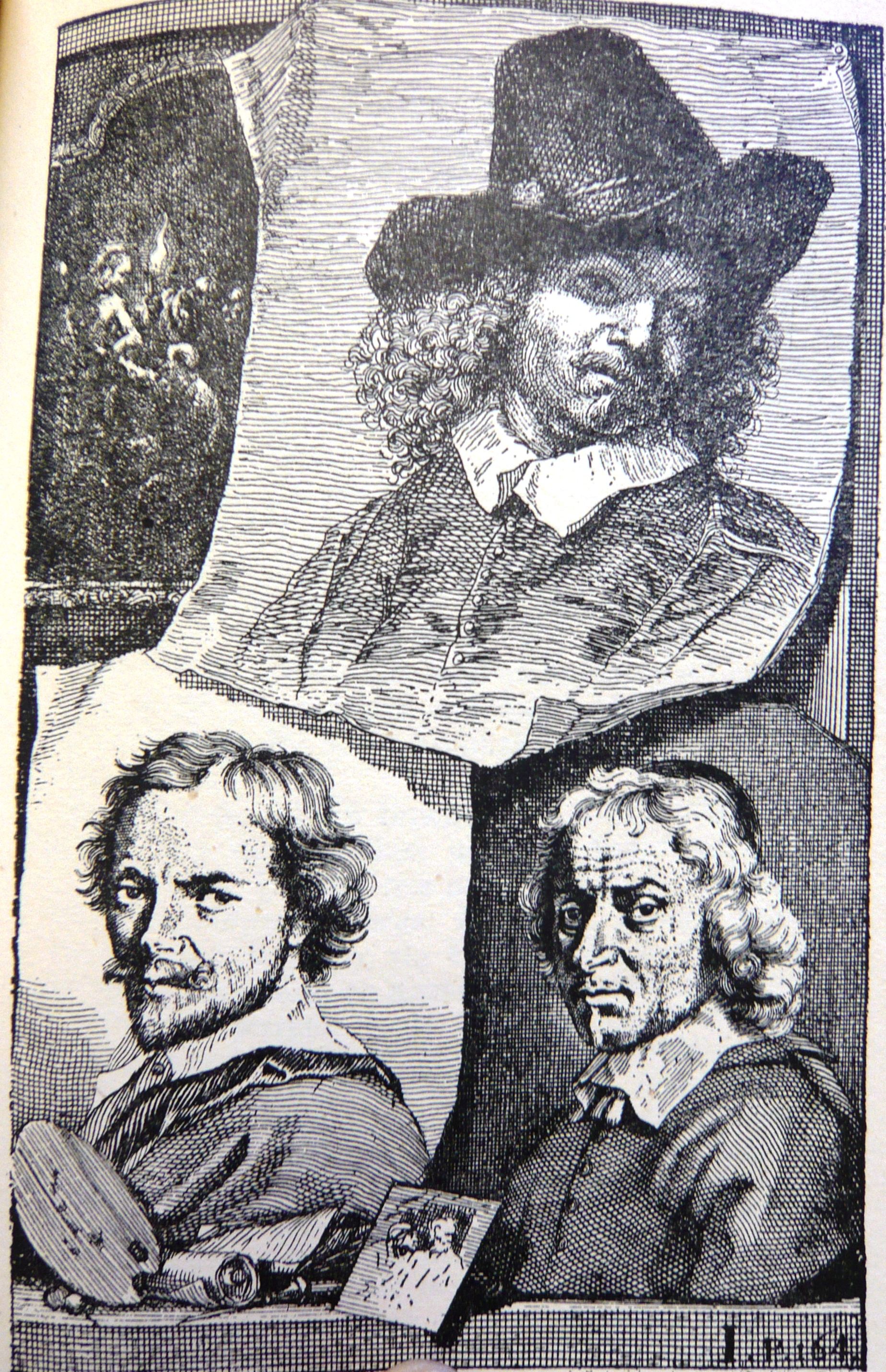
Vol. 1, plaque I, p. 164 L. Bramer. Dirk. v. Hoogstraten. Salom. de Bray.
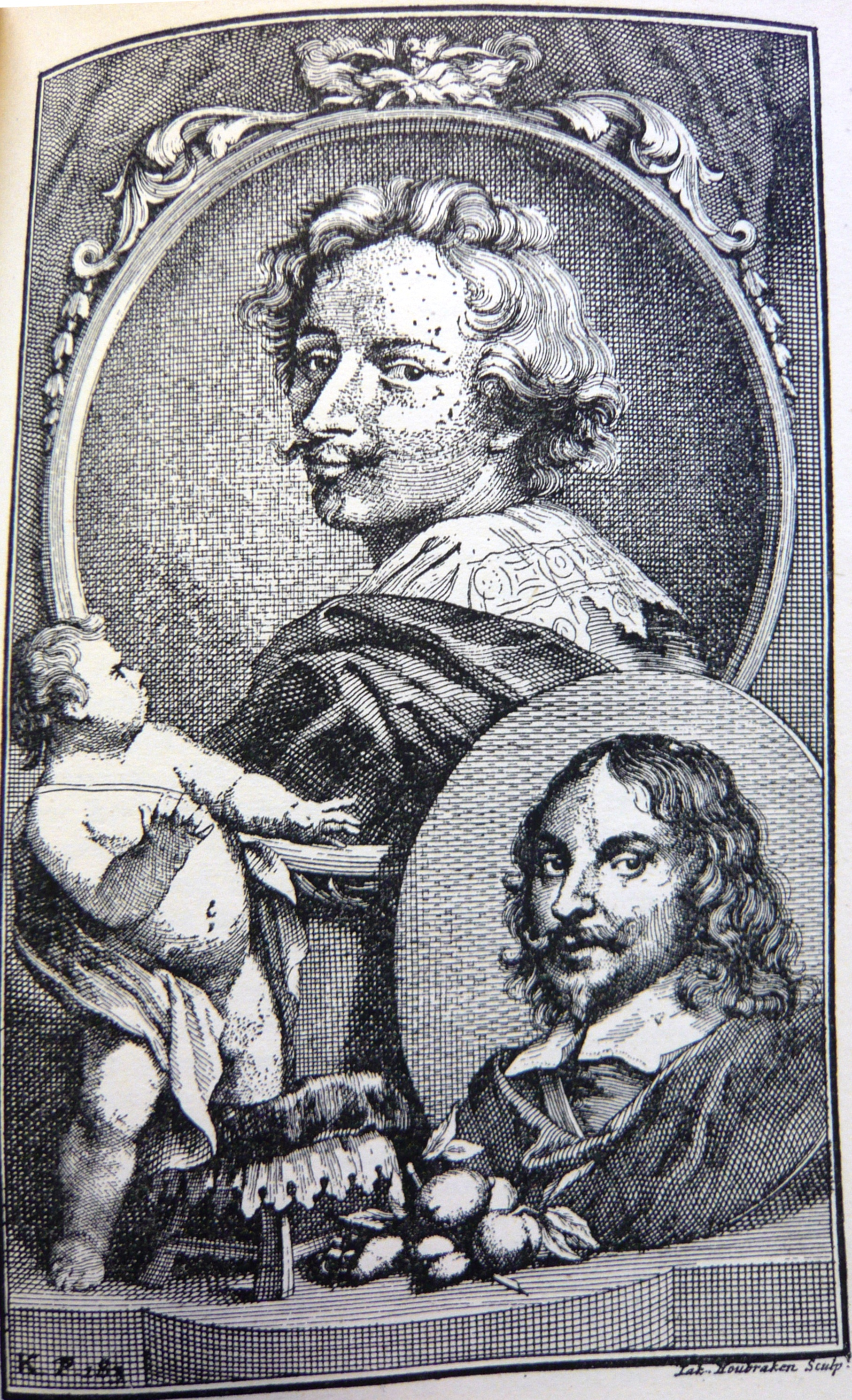
Vol. 1, plaque K, p. 183 Ant. van Dyk. Jan de Heem.
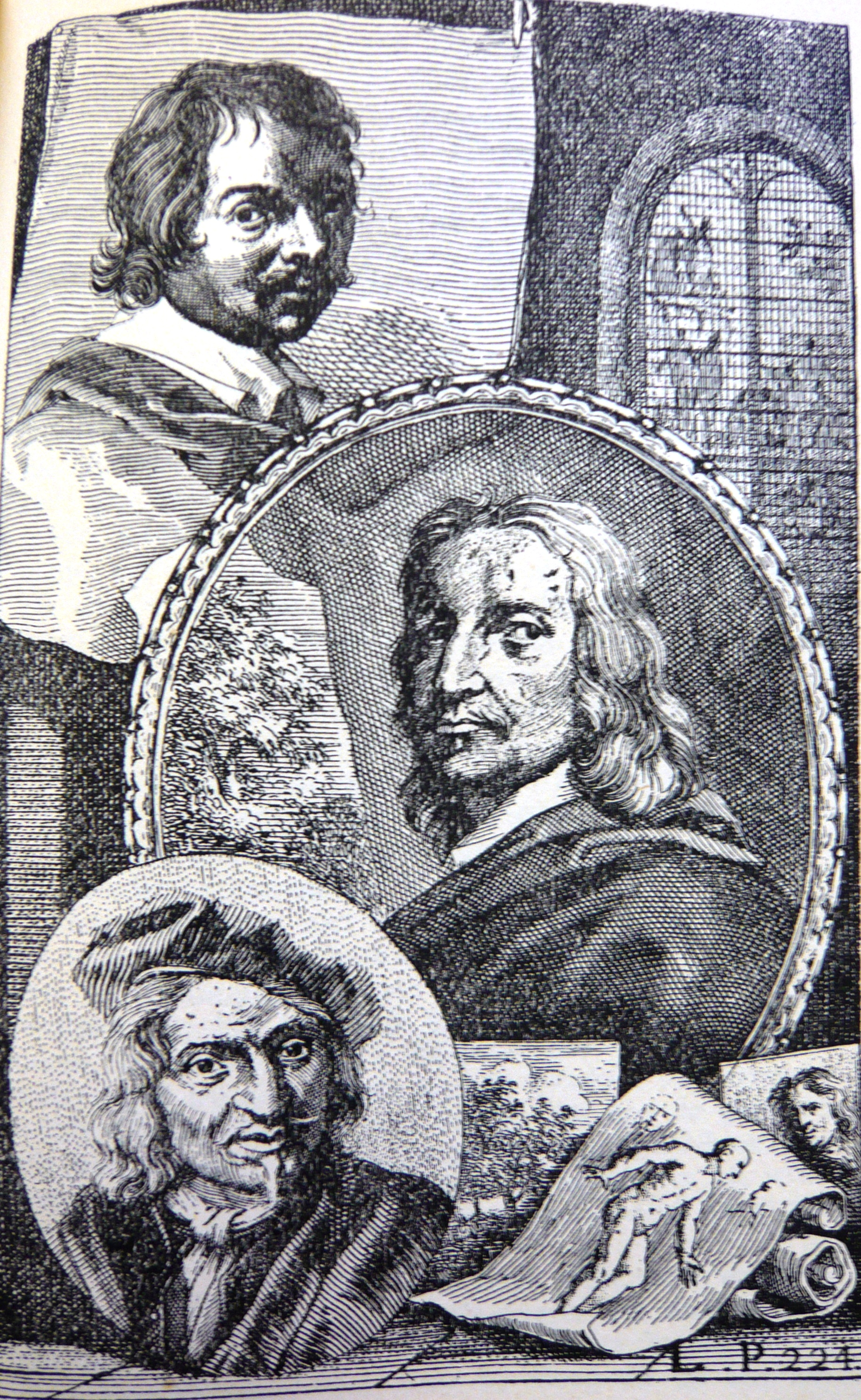
Vol. 1, plaque L, p. 225 Phil. Champanje. P.J.v. Asch. Jan v. Bronkhorst.
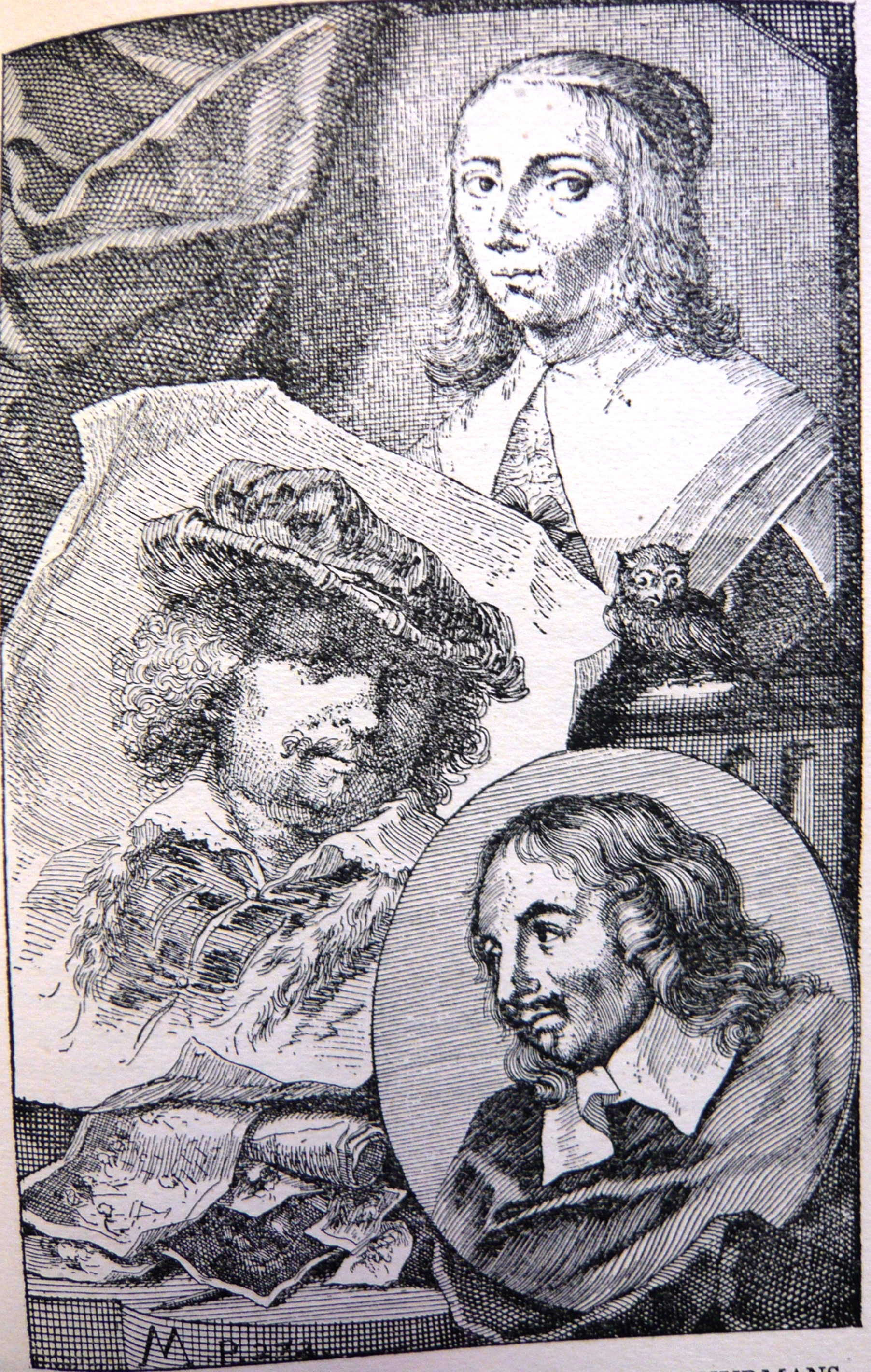
Vol. 1, plaque M, p. 272 Ann. Maria Schuurmans. Jak. Bakker. Rembrandt.
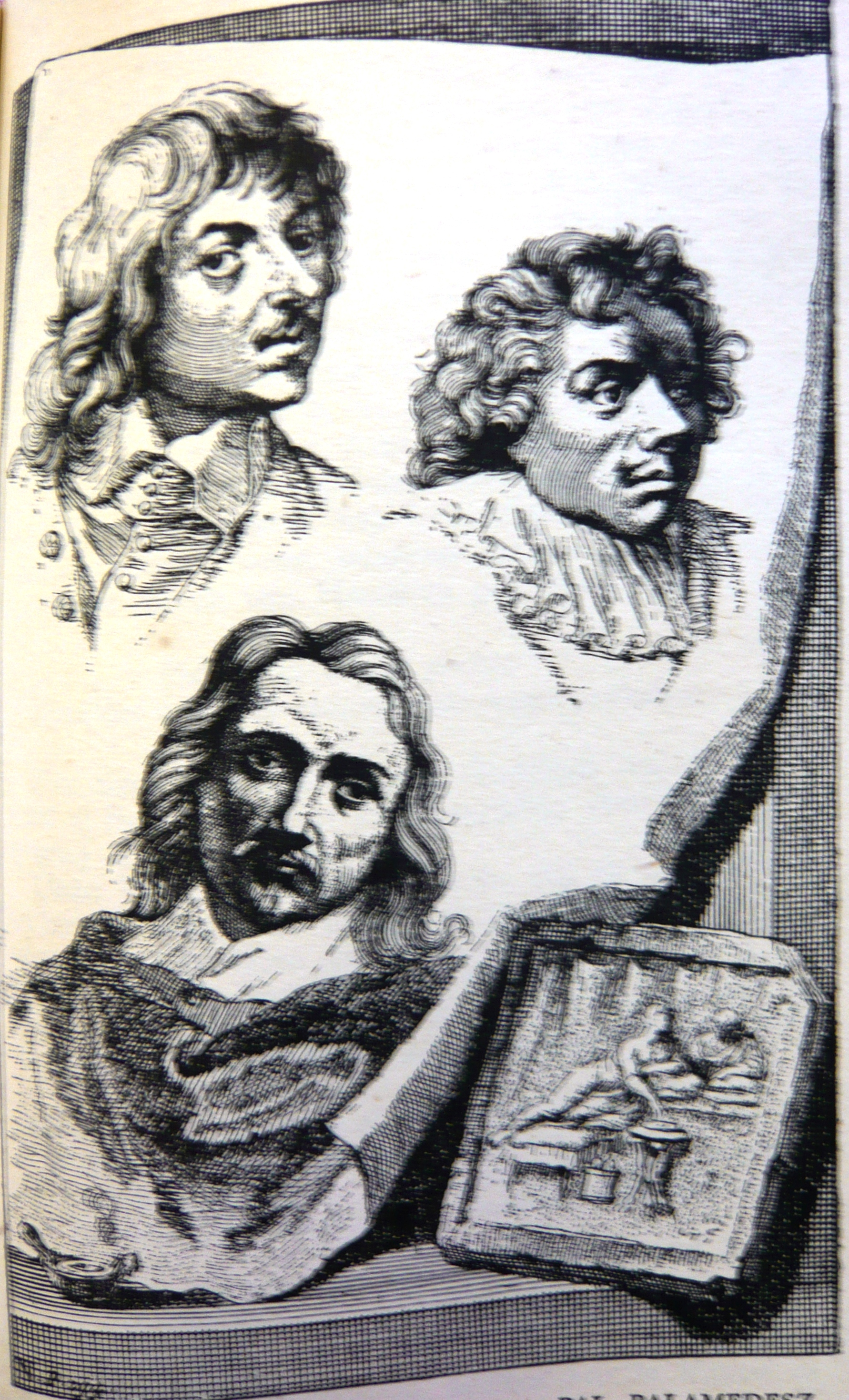
Vol. 1, plaque N, p. 294 Jan Lievens. Palamedes. Erasm. Quellinus.
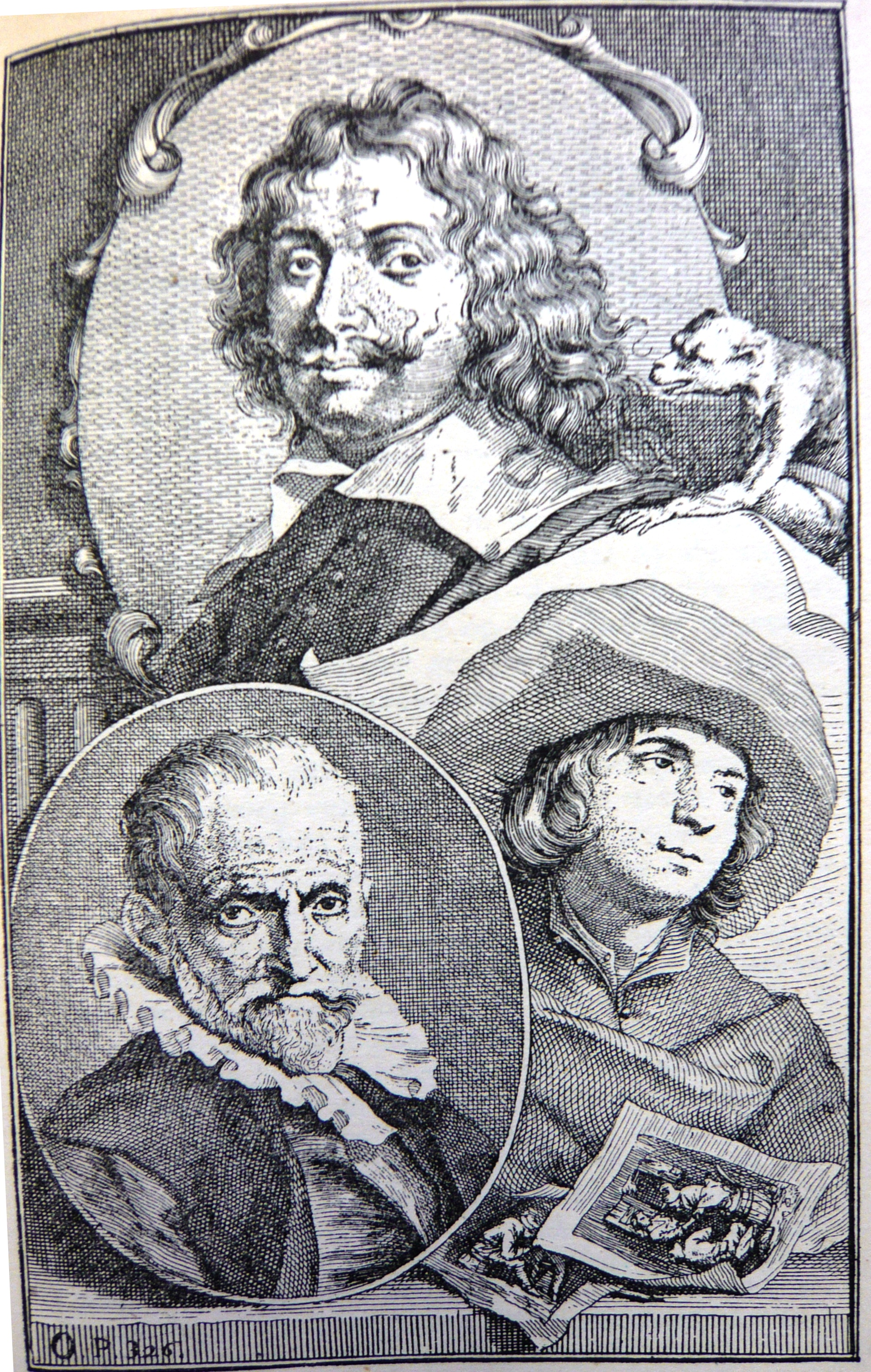
Vol. 1, plaque O, p. 326 Adr. Brouwer. Jurj. Ovens. Korn. Bega.
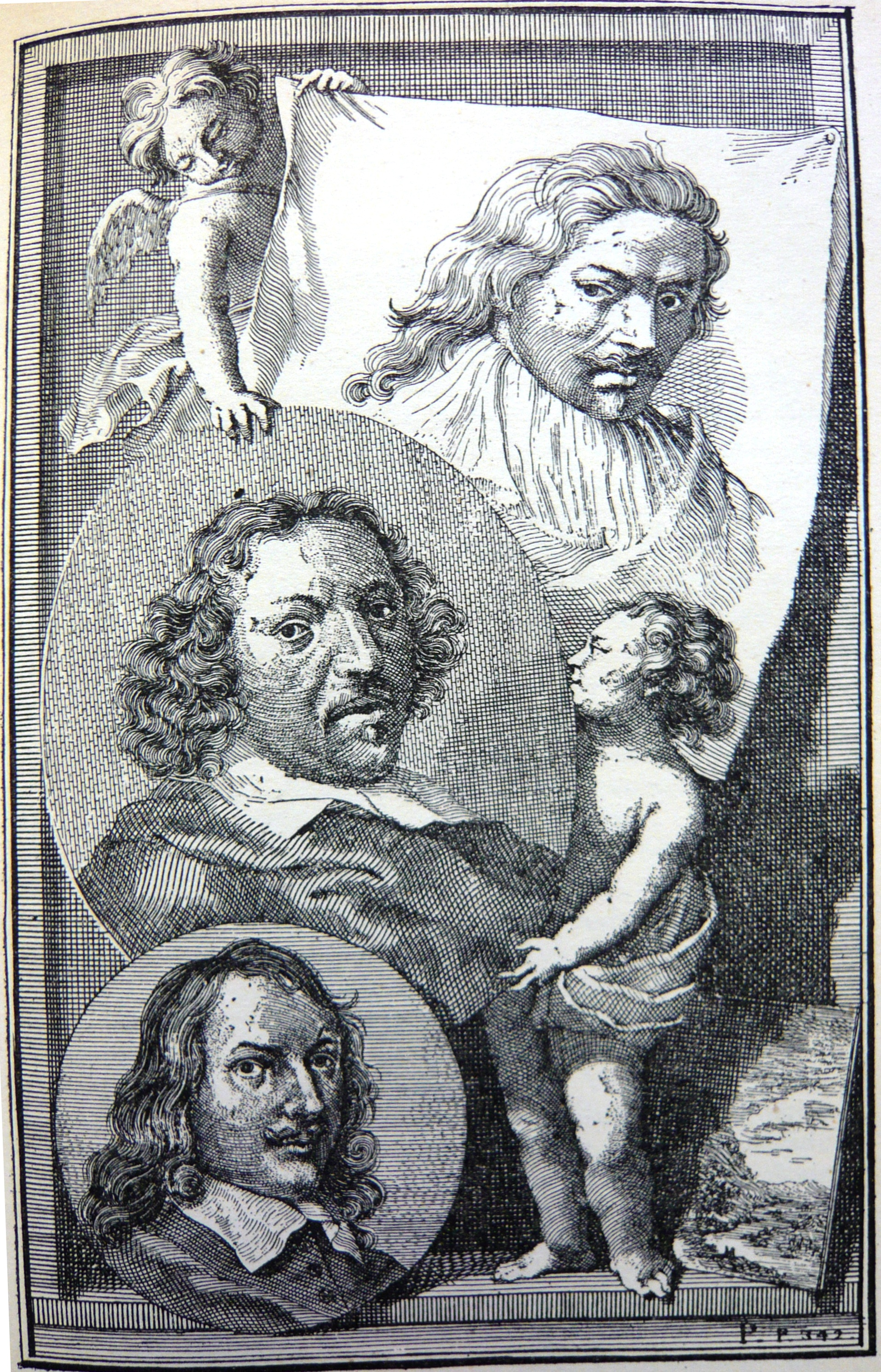
Vol. 1, plaque P, p. 342 Herm. Zachtleven. Korn. Zachtleven. Dav. Teniers.
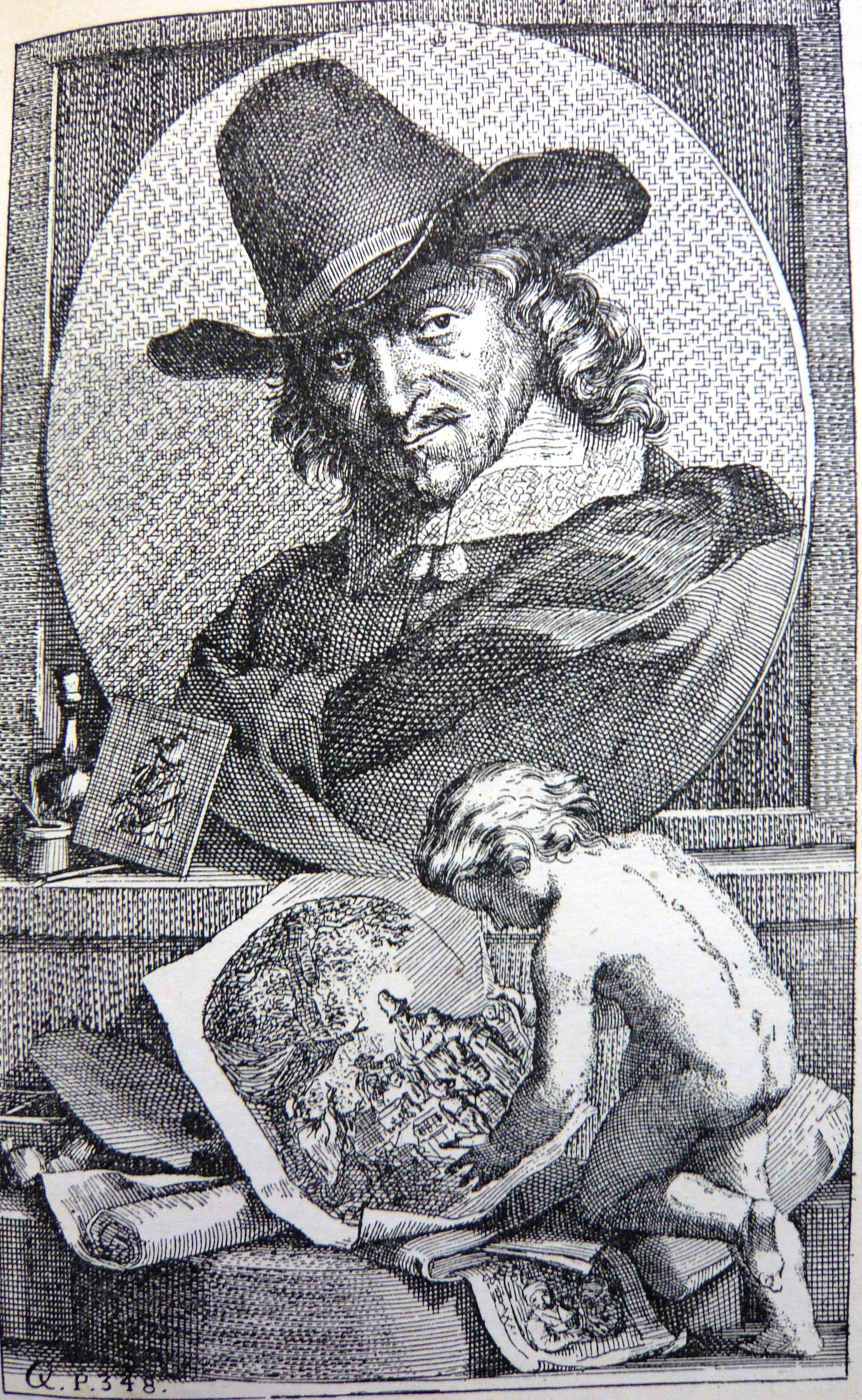
Vol. 1, plaque Q, p. 348 Adriaan van Ostade.
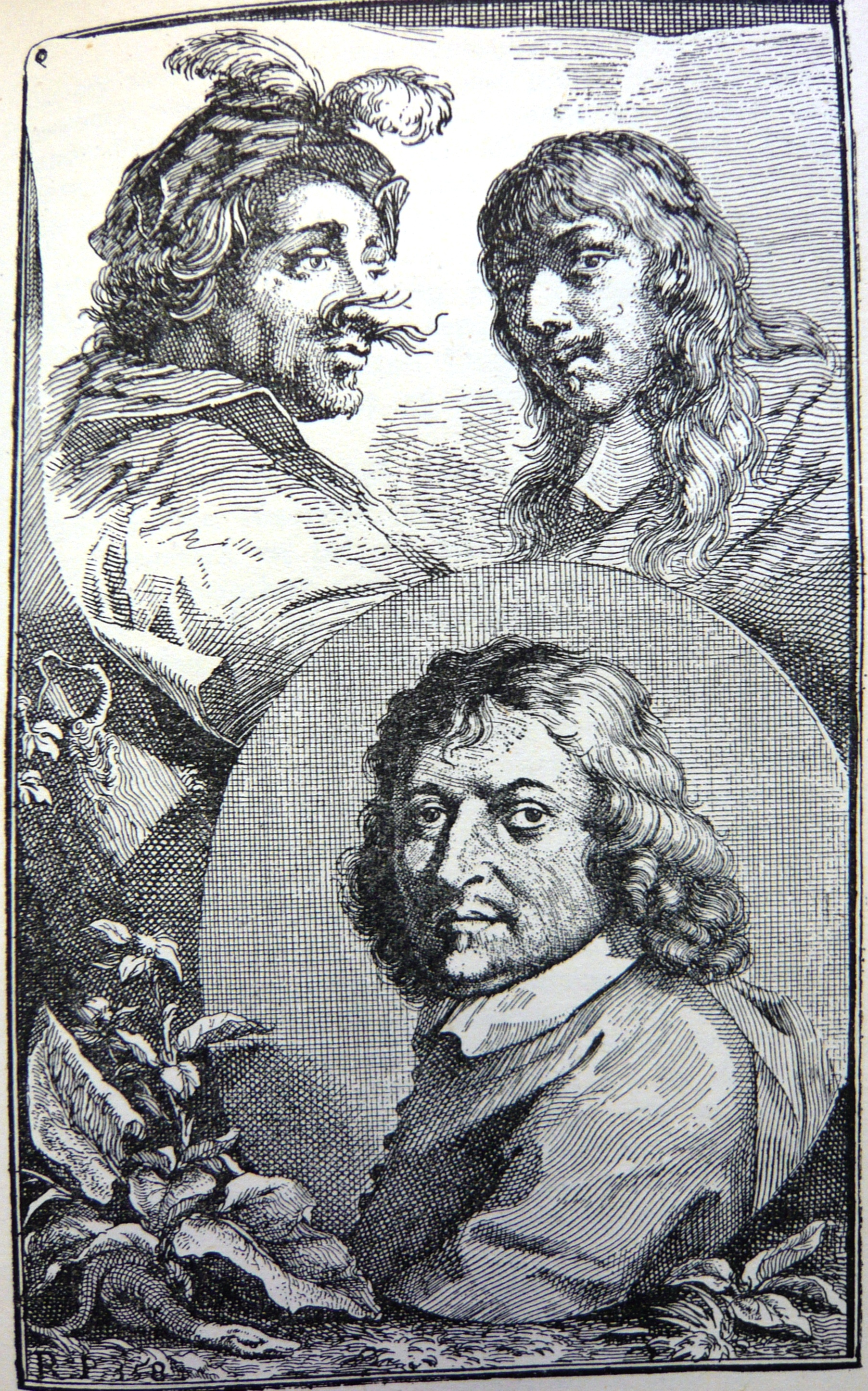
Vol. 1, plaque R, p. 358 Ott. Marcelis. Piet. v. Laar. Nikol. de Helt Stokade

### Volume II
- Gerrit Dou[gt 170]
- Nicolas van der Hek (en)[gt 171]
- Marten Heemskerk van der Hek (en)[gt 172]
- Bartholomeus van der Helst[gt 173]
- Jacques Waben (en)[gt 174]
- Jan Albertsz Roodtseus[gt 175]
- Bonaventuur Peeters[gt 176]
- Franciscus Wouters[gt 177]
- David Rykaert[gt 178]
- Lucas Franchoys le Jeune[gt 179]
- Frans Menton (en)[gt 180]
- Matthias Jansz van den Bergh (en)[gt 181]
- Thomas van Wyk[gt 182]
- Govert Flinck[gt 183]
- Pieter Pietersz Nedek (en)[gt 184]
- Nicolas Latombe[gt 185]
- Hans Jordaans (en)[gt 186]
- Gillis Schagen (en)[gt 187]
- Ludolf de Jong[gt 188]
- Pieter de Hoogh[gt 189]
- Gonzalo Coques[gt 190]
- Peter Lely[gt 191]
- Juriaan Jacobze (en)[gt 192]
- Robert van Hoeck[gt 193]
- Antoni Waterloo (en)[gt 194]
- Jan Philip van Thielen[gt 195]
- Carel van Savoyen (en)[gt 196]
- Philip de Koninck[gt 197]
- Zacharias Paulusz (en)[gt 198]
- Jacob Delff[gt 199]
- Jan Babtist van Duinen (en)[gt 200]
- Adrian Verdoel[gt 201]
- Jan de Groot (en)[gt 202]
- Philip Wouwerman[gt 203]
- Jan Baptista Weeninx[gt 204]
- David Beck[gt 205]
- Joan Couper[gt 206]
- George Geldorp (en)[gt 207]
- Simon Peter Tilemann (en)[gt 208]
- Hendrik Martensz[gt 209]
- Jan Duive (en)[gt 210]
- Dirk Meerkerk[gt 211]
- Jacob Block (en)[gt 212]
- Jan et Pieter Donker[gt 213]
- Cesar van Everdingen[gt 214]
- Jan van Everdingen[gt 215]
- Albert van Everdingen[gt 216]
- Adam Pynaker[gt 217]
- Cornelis de Man[gt 218]
- Gerbrant van den Eekhout[gt 219]
- Joris van Son[gt 220]
- Emanuel Murant (en)[gt 221]
- Wallerant Vaillant[gt 222]
- Jacob van der Does[gt 223]
- Theodor Helmbreker[gt 224]
- Nicolas Berchem[gt 225]
- Jan et Andries Both[gt 226]
- Johannes Torrentius[gt 227]
- Paulus Potter[gt 228]
- Hercules Segers[gt 229]
- Johannes van Kessel[gt 230]
- Johannes Peeters[gt 231]
- Peter Boel[gt 232]
- Joannes van Heck[gt 233]
- Philippus Fruytiers[gt 234]
- Antonius Goebouw et Franciscus de Neve (en)[gt 235]
- Joannes Fyt[gt 236]
- Peeter Tysens[gt 237]
- Gabriël van der Hofstadt (en)[gt 238]
- Gysbrecht Thys (en)[gt 239]
- Johannes Lingelbag[gt 240]
- Jan Worst (en)[gt 241]
- Willem van Drielenburg (en)[gt 242]
- Jacob Levecq[gt 243]
- Samuel van Hoogstraten[gt 244]
- Mathias Withoos[gt 245]
- Hendrik Graauw (en)[gt 246]
- Pieter Gerritsz van Roestraten (en)[gt 247]
- Hendrik Verschuring[gt 248]
- Willem Verschuring (en)[gt 249]
- Jacob van der Ulft[gt 250]
- Jan Theunisz Blanckerhoff (en)[gt 251]
- Barend Graat (en)[gt 252]
- Jozef Oostfries (en)[gt 253]
- Klaas van der Meulen (en)[gt 254]
- Katharina Oostfries (en)[gt 255]
- Jan Slob (en)[gt 256]
- Vincent van der Vinne[gt 257]
- Maria van Oosterwijk[gt 258]
- Geertgen Wyntges (en)[gt 259]
- Willem Kalf[gt 260]
- Cornelis Bisschop[gt 261]
- Jacobus Bisschop (en)[gt 262]
- Abraham Busschop (en)[gt 263]
- Peter van Breda[gt 264]
- Janson van Keulen[gt 265]
- Gerard Pietersz van Zijl (en)[gt 266]
- Michael Willmann[gt 267]
- Willem Doudyns (en)[gt 268]
- Ary van der Kabel[gt 269]
- Ludolf Bakhuizen[gt 270]
- Benjamin Block[gt 271]
- Anna Katrina (en)[gt 272]
- Kristoffel Pierson (en)[gt 273]
- Bartholomeus Meyburgh (en)[gt 274]
- Katharina Rozee (en)[gt 275]
- Willem Schellinks (en)[gt 276]
- Nicolas Maes[gt 277]
- Johan Hendrik Roos[gt 278]
- Filip Roos[gt 279]
- Theodor Roos[gt 280]
- Juriaen van Streeck[gt 281]
- Hendrick van Streeck (en)[gt 282]
- Carel Emanuel Biset[gt 283]
- Ottmar Elliger (en)[gt 284]
- Gerrit van Uylenburgh (en)[gt 285]
- Jan de Baan[gt 286]
- Jacobus de Baan[gt 287]
- Willem van de Velde le Jeune[gt 288]
- Frederik de Moucheron[gt 289]
- Pieter Gallis (en)[gt 290]
- Gasper van den Bos (en)[gt 291]
- Adam Frans van der Meulen[gt 292]
- Joan G. Bouwer[gt 293]
- Cornelis Kik[gt 294]
- Cornelis Brisé (en)[gt 295]
- Frans Post[gt 296]
- Johan van Nes (en)[gt 297]
- Jan van Hoeck[gt 298]
- Pieter Fris[gt 299]

Liste des portraits gravés du volume III, par ordre d'apparition dans le texte :

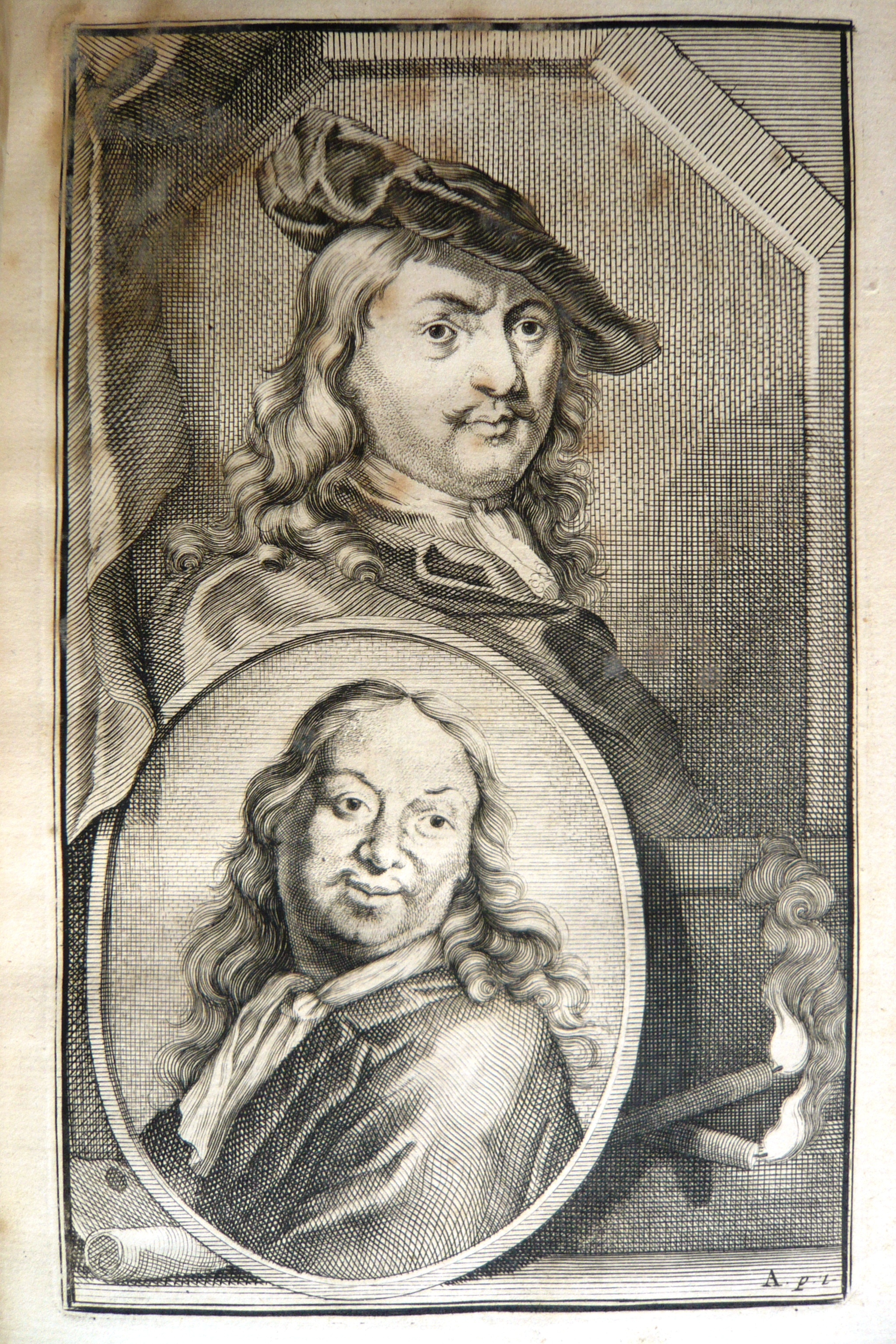
Vol. 2, plaque A, p. 1 : Gerard Dou. Bartolom, vander Helst.
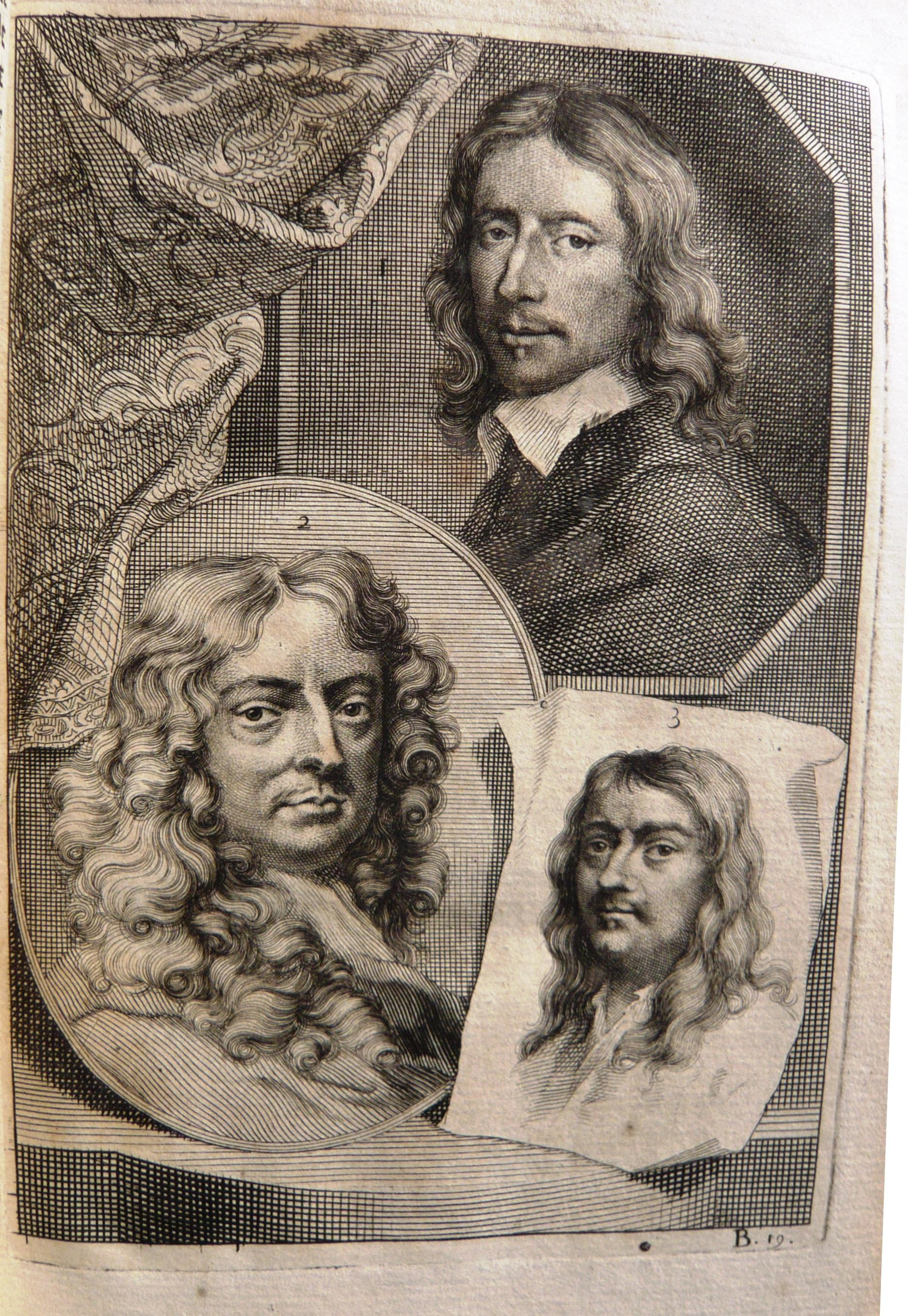
Vol. 2, plaque B, p. 19 : Govert Flink. Pieter Lely. Philip Koning.
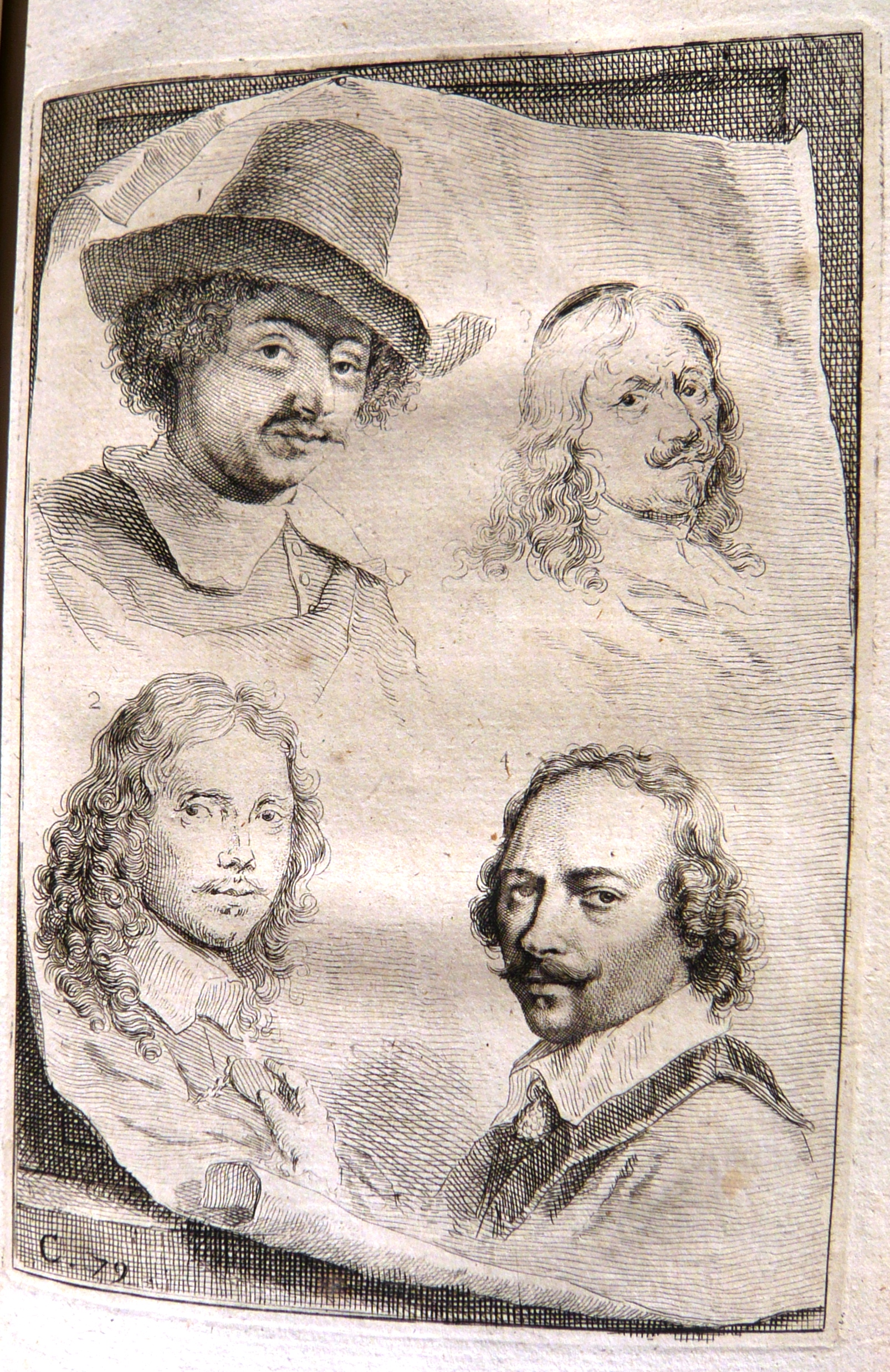
Vol. 2, plaque C, p. 79 : Jan Bapt. Weeninx. David Beck. Sim. Pet. Tilmans. Hendr. Zorg.
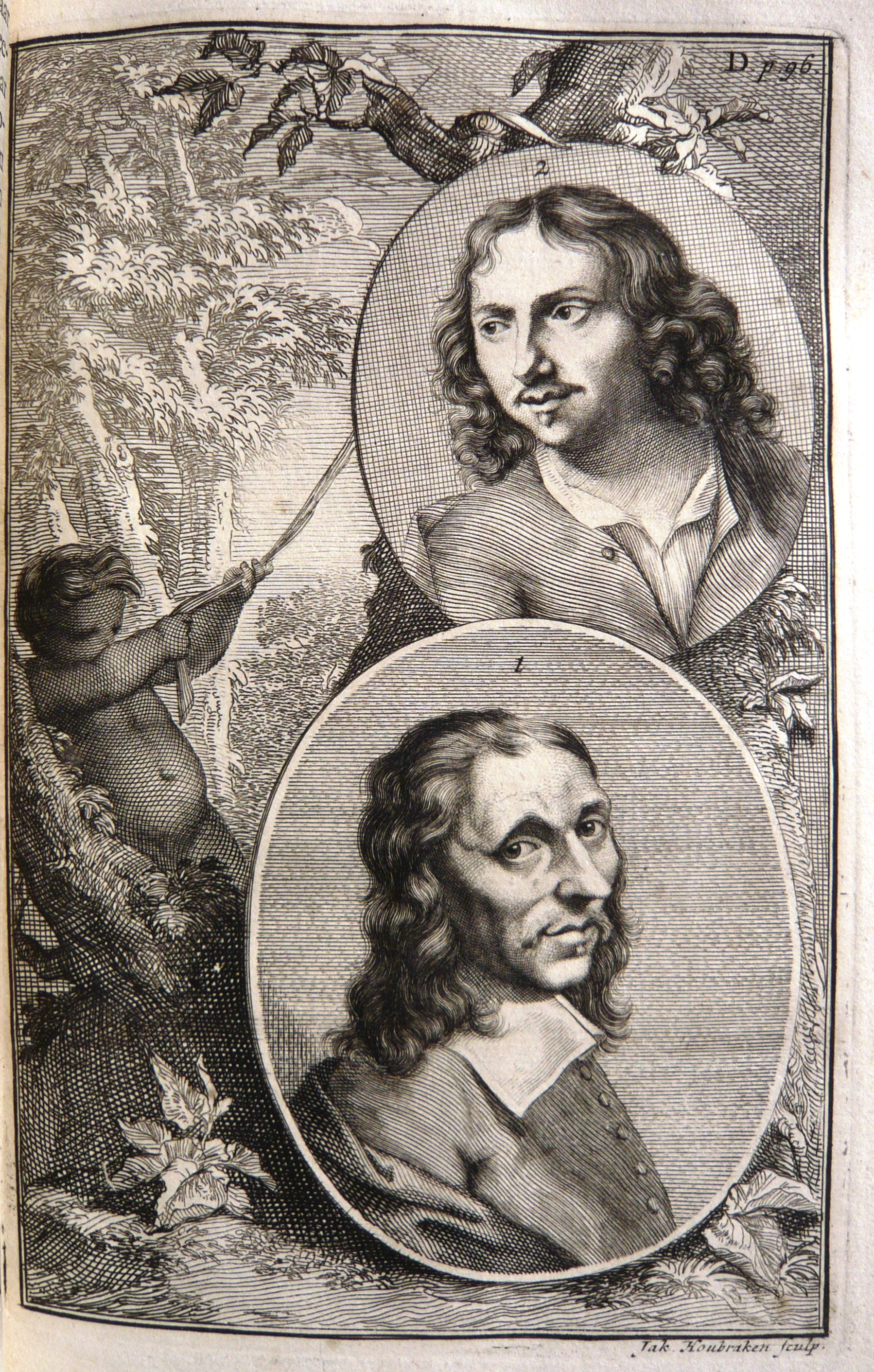
Vol. 2, plaque D, p. 96 : Aldert van Everdingen. Adam Pynaker.
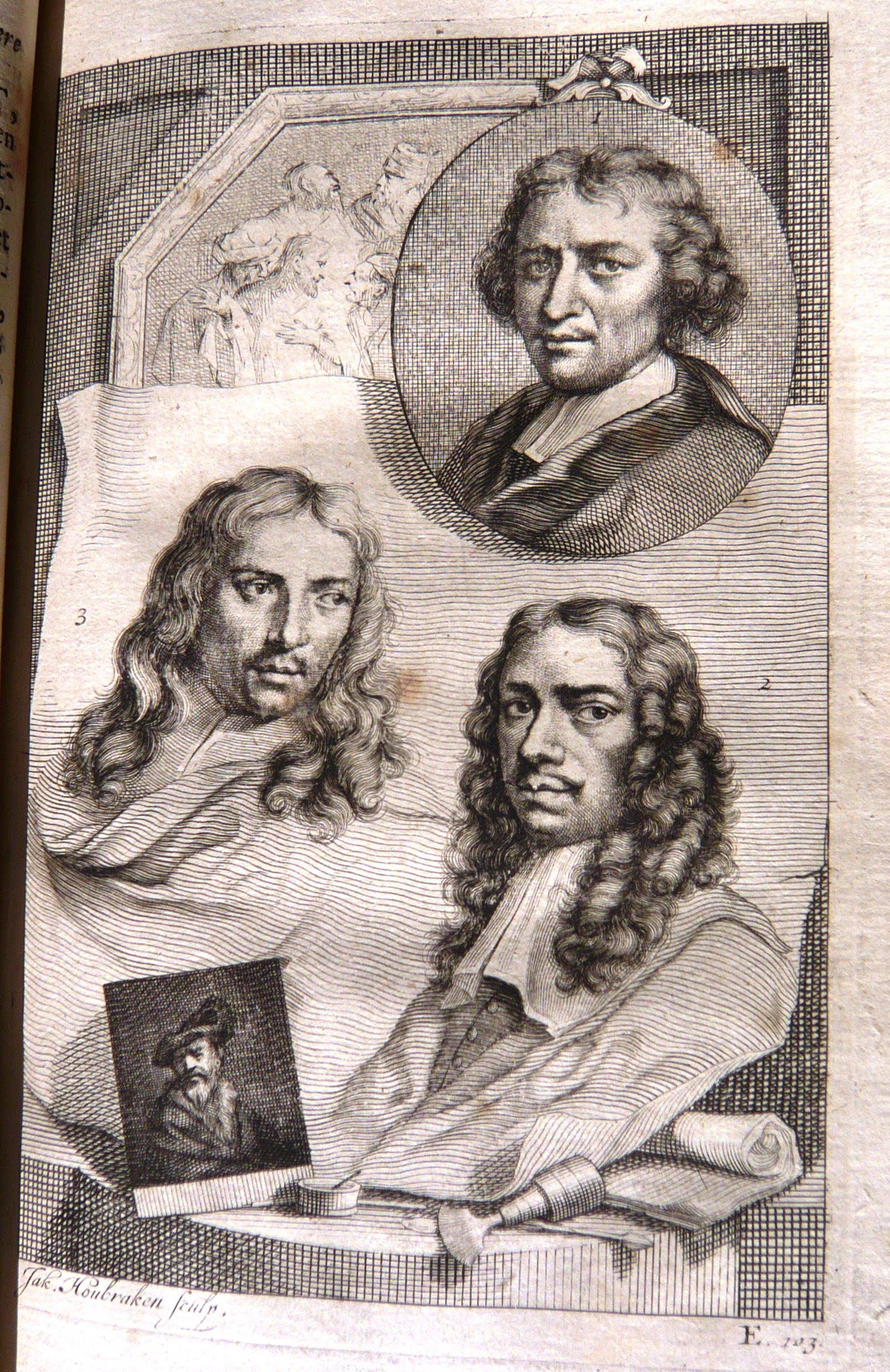
Vol. 2, plaque E, p. 101 : Gerbr. vanden Eekhout. Wallerant Vaillant.Jaques Vaillant.
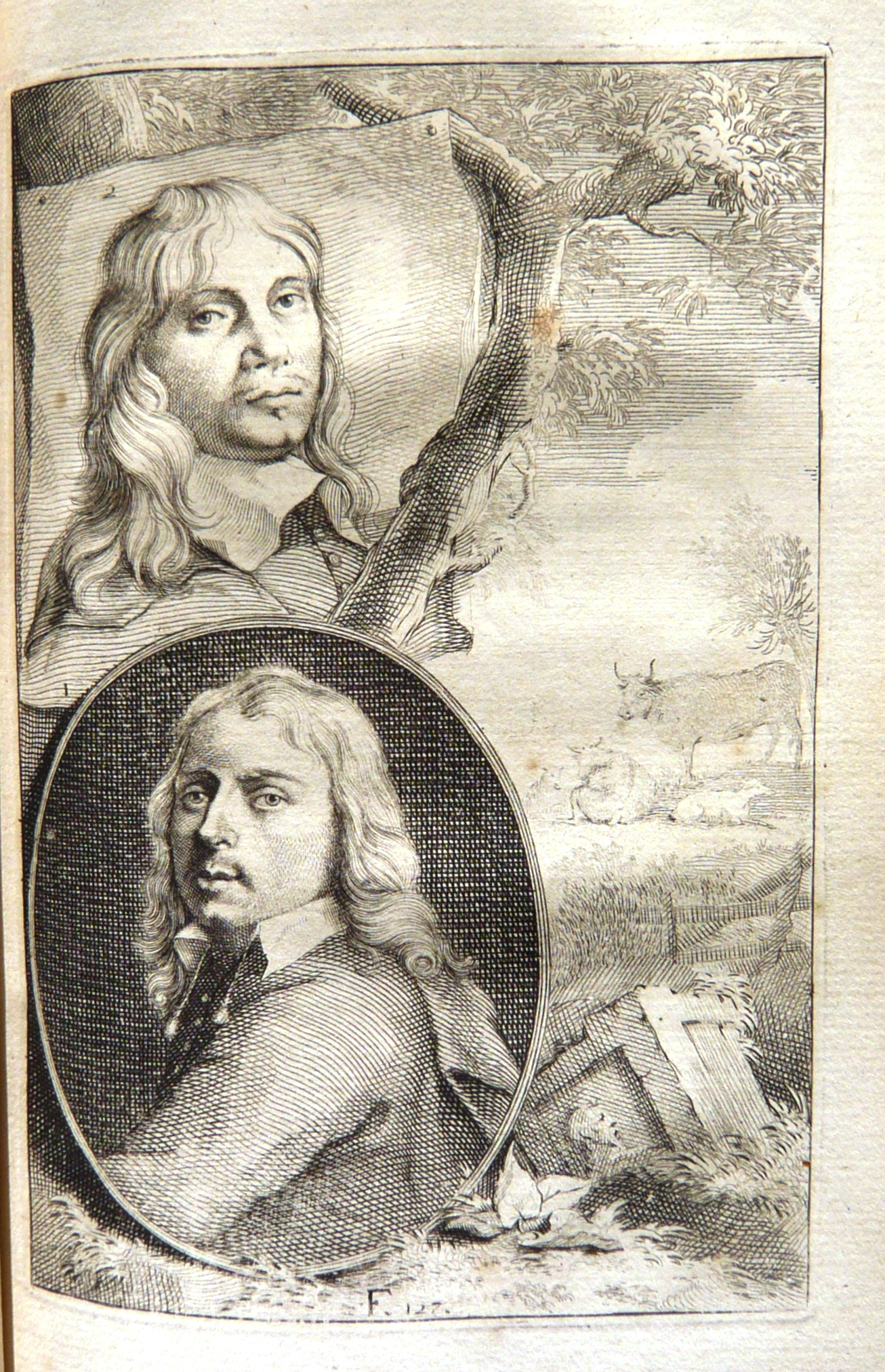
Vol. 2, plaque F, p. 127 : Paulus Potter. Jakob vander Does.
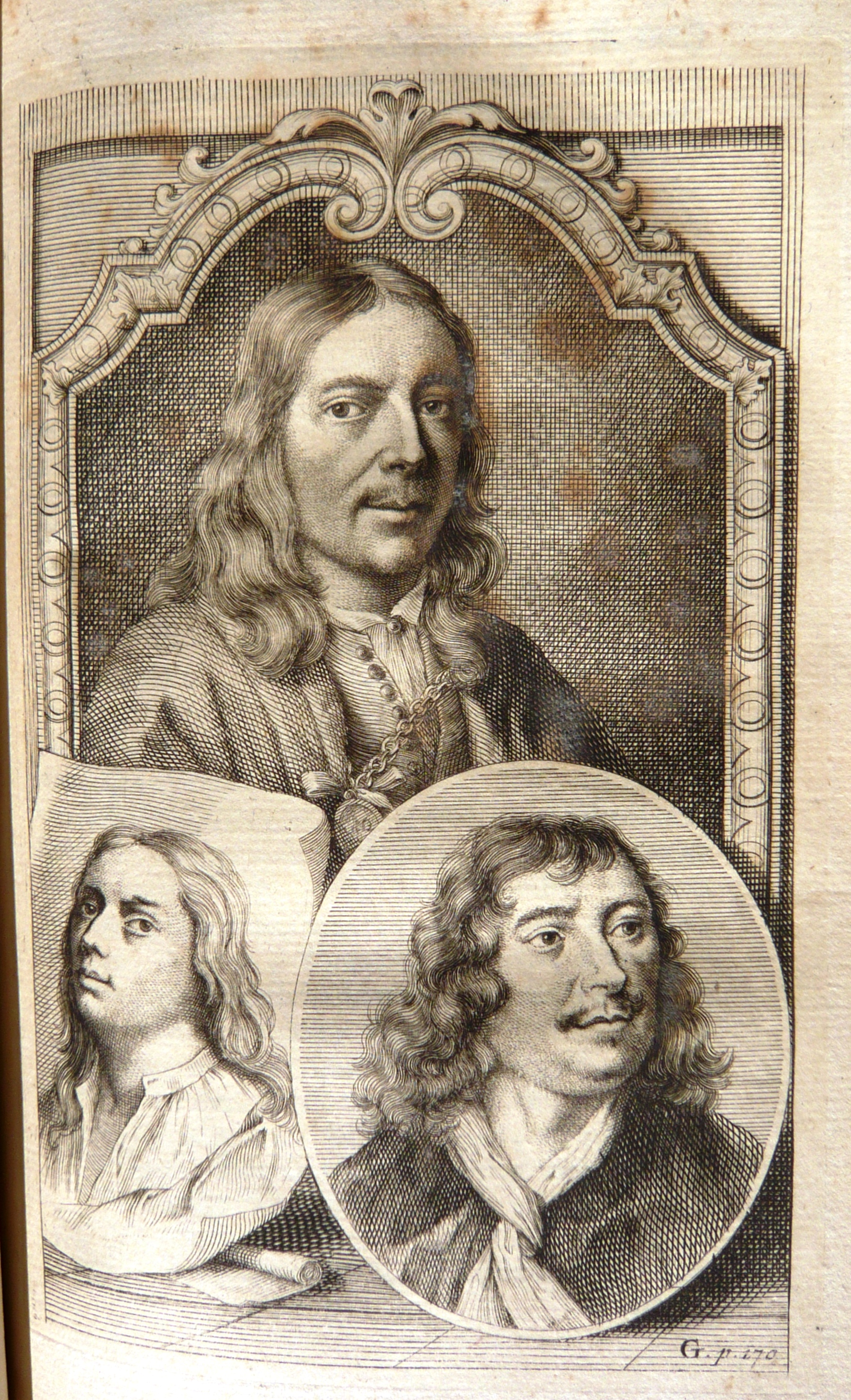
Vol. 2, plaque G, p. 170 : Johann. Lingelbag. Samuel van Hoogstraten.Jan van Hoogstraten.
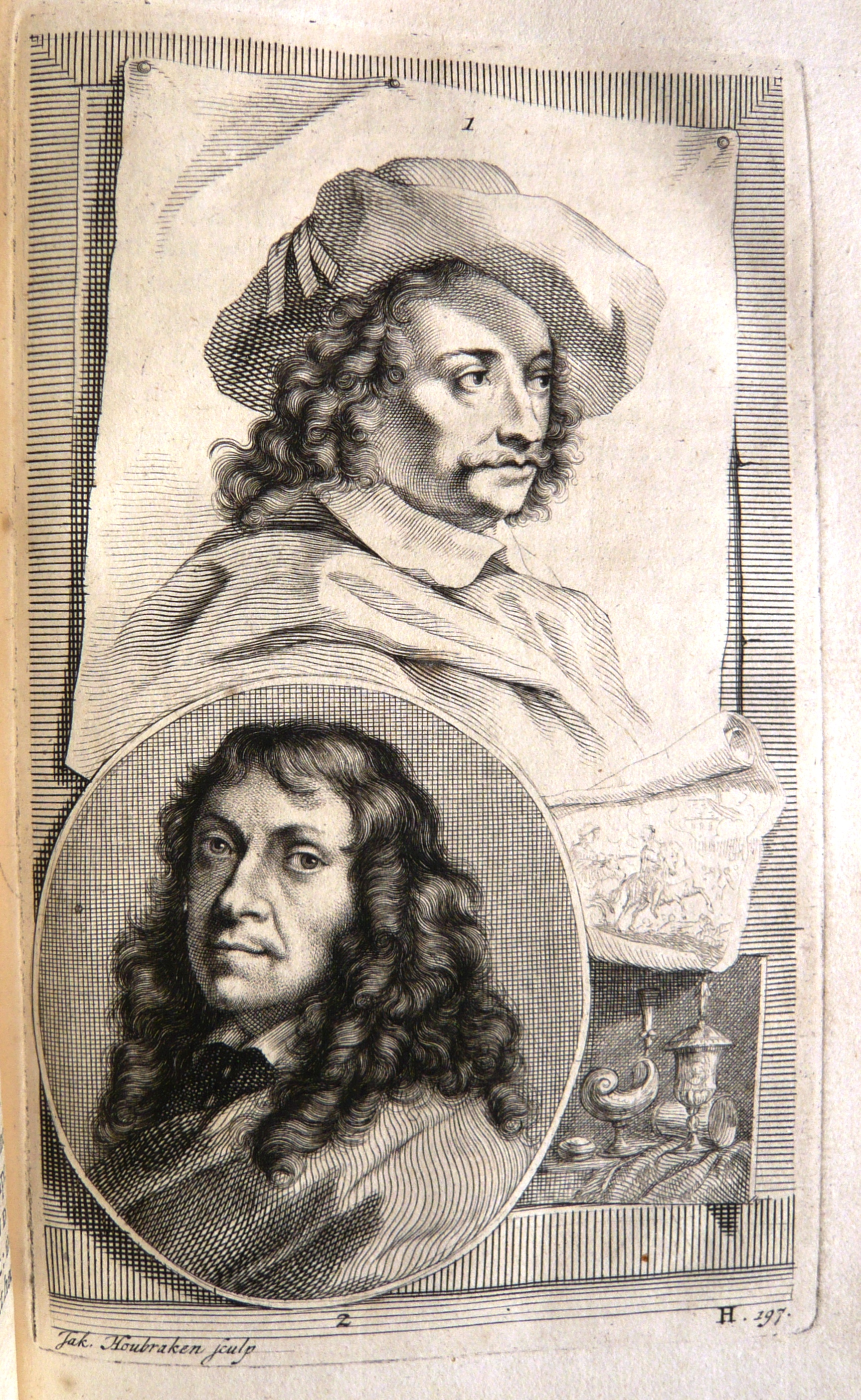
Vol. 2, plaque H, p. 179 : Hendr. Verschuring. Willem Kalf.
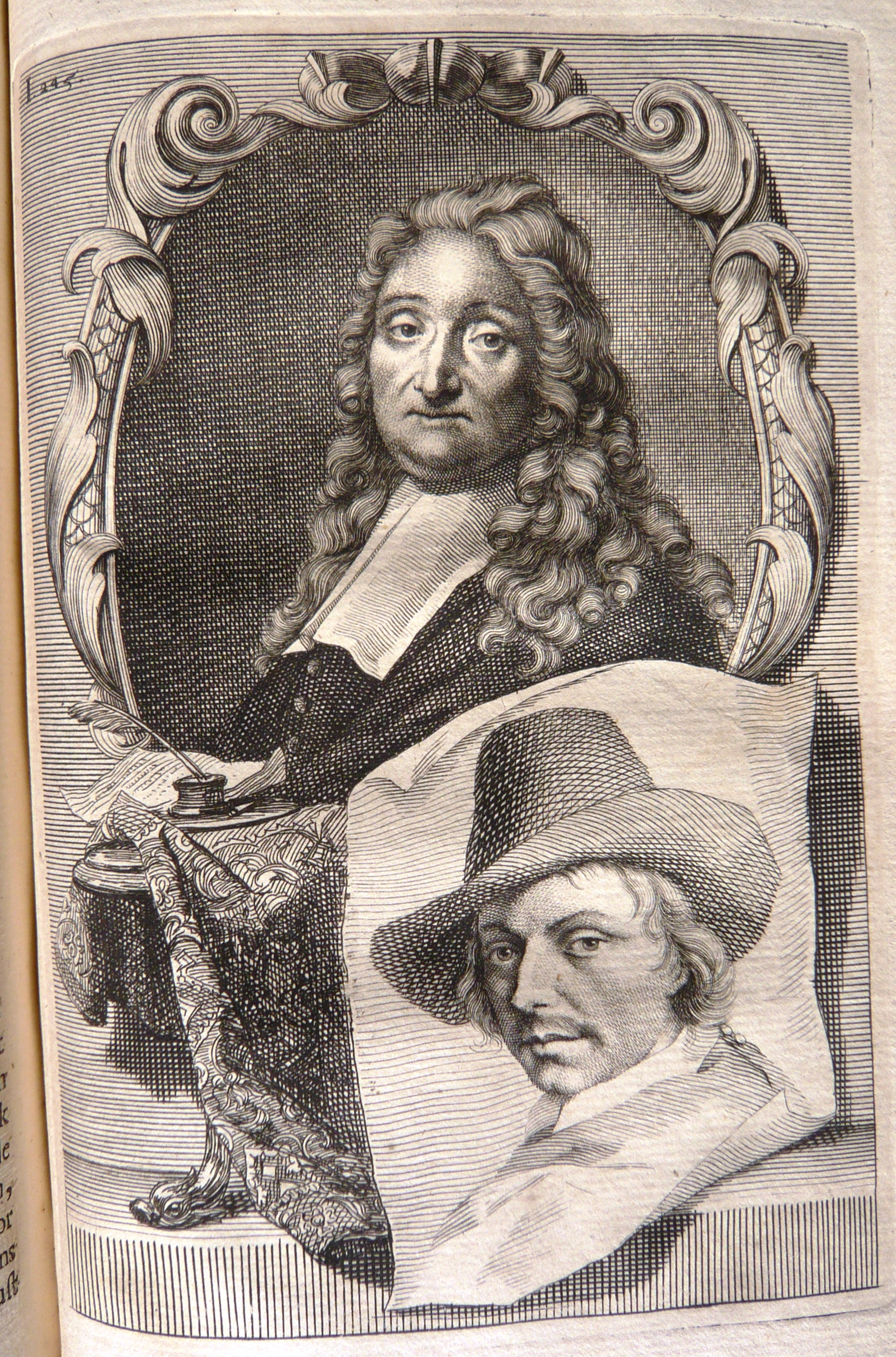
Vol. 2, plaque I, p. 245 : Ludolf Bakhuizen. Vincent vander Vinne.
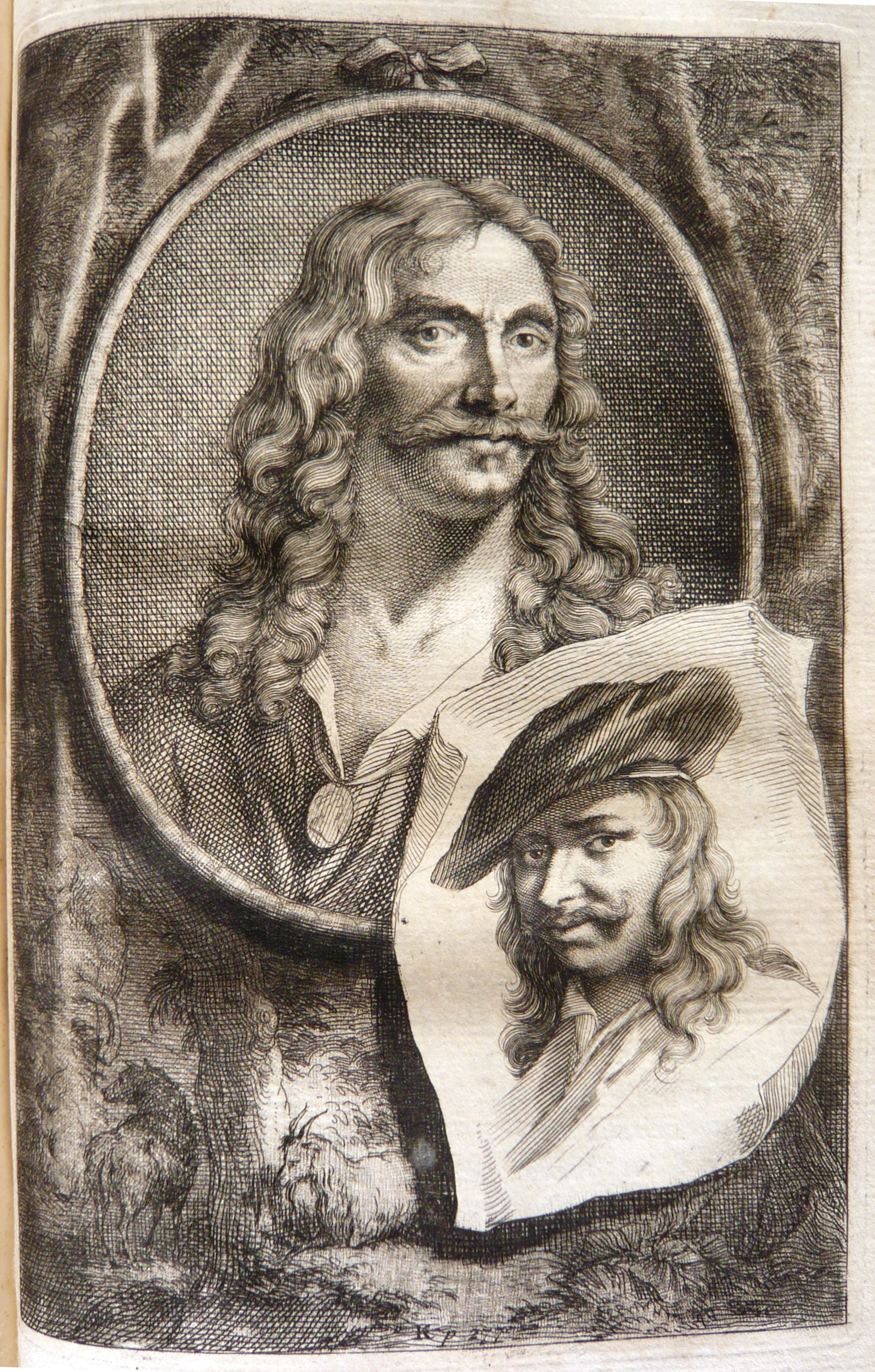
Vol. 2, plaque K, p. 277 : Johan Hendrik Roos. Juriaan van Streek.

### Volume III
- Frans van Mieris[gt 300]
- Jan Steen[gt 301]
- Jan Linsen[gt 302]
- Gabriel Metzu[gt 303]
- Johannes Spilberg (en)[gt 304]
- Wilhelm Breckvelt (en)[gt 305]
- Jan Hakkert[gt 306]
- Pieter van Anraat[gt 307]
- J Weyerman[gt 308]
- Rombout van Troyen (en)[gt 309]
- Carel de Jardyn[gt 310]
- Willem Drost et Willem de Poorter[gt 311]
- Jacob Gellig (en)[gt 312]
- Spalthof (en) etJasper Broers (en)[gt 313]
- Martinus Zaagmolen[gt 314]
- Johannes Buns (en)[gt 315]
- Jan Asselyn[gt 316]
- Jacob et Salomon van Ruisdael[gt 317]
- Ludowyk Smits (en)[gt 318]
- Melchior de Hondekoeter[gt 319]
- Mathys Harings (en)[gt 320]
- Johan van Neck[gt 321]
- Jan de Visscher[gt 322]
- Heiman Dullaert[gt 323]
- Joan van der Heyden[gt 324]
- Abraham Minjon[gt 325]
- Isaac Ducart (en)[gt 326]
- Justus van Pee (en)[gt 327]
- Cornelis Cornelisz[gt 328]
- Adrian van den Velde[gt 329]
- Dirck van der Bergen[gt 330]
- Gasper Netscher[gt 331]
- Abraham Genoels[gt 332]
- Anna Maria, Françoise Katharina et Maria Theresa van Thielen[gt 333]
- Gerard de Laires[gt 334]
- Barend Appelman (en)[gt 335]
- Pieter van Slingelant[gt 336]
- Ary de Vois[gt 337]
- Jacob Torenvliet[gt 338]
- Isaac Paling (en)[gt 339]
- Johannes van Haensbergen[gt 340]
- Eglon van der Neer[gt 341]
- Godfrid Schalken[gt 342]
- Govert van der Leeuw (en)[gt 343]
- Abraham van Kalraat[gt 344]
- Jan van Aken[gt 345]
- Pieter Molyn[gt 346]
- Dirk Freres (en)[gt 347]
- Adriaen Backer (en)[gt 348]
- Horatius Paulyn (en)[gt 349]
- Gysbert Verhoek (en)[gt 350]
- Job et Gerrit Berckheyde[gt 351]
- Johannes Vorstermans (en)[gt 352]
- Jan Soukens (en)[gt 353]
- Joris van der Haagen[gt 354]
- Francisque Millet[gt 355]
- Arent de Gelder[gt 356]
- Joan Baptist de Champanje[gt 357]
- Albert Meijeringh[gt 358]
- Michiel van Musscher[gt 359]
- Joan de Biskop[gt 360]
- Ary Huybertsz Verveer[gt 361]
- Hubert van Ravesteyn[gt 362]
- Johannes Glauber[gt 363]
- Johannes Gottlieb Glauber[gt 364]
- Maria Sybille Merian[gt 365]
- Johannes Voorhout[gt 366]
- Mathys Neveu[gt 367]
- Jacob Denys (en)[gt 368]
- David van der Plas[gt 369]
- Daniel Syder[gt 370]
- Godfried et Johann Zacharias Kneller[gt 371]
- Jan van Kessel[gt 372]
- Gerard Hoet[gt 373]
- Johannes van Bronckhorst (en)[gt 374]
- Abraham Diepraam[gt 375]
- Joseph Mulder[gt 376]
- Mathys Wulfraat (en)[gt 377]
- Johan van Hugtenburgh[gt 378]
- Jacob Moelaert (en)[gt 379]
- Jan Luiken[gt 380]
- Romein de Hooge[gt 381]
- Jan van Nikkelen (en)[gt 382]
- Augustinus Terwesten[gt 383]
- Johannes Verkolje[gt 384]
- Ugaart Delvenaar (en) et Jacob Koning[gt 385]
- Johannes van der Bent[gt 386]
- Pieter Reuven (en)[gt 387]
- Matheus Wytman (en)[gt 388]
- Aert Jansz Marienhof[gt 389]
- Johan van der Meer[gt 390].
- Barent van Kalraet (en)[gt 391]
- Johanna Koerten[gt 392]
- Rochus van Veen (en)[gt 393]
- Dirk van Delen[gt 394]
- Abraham de Heusch (en)[gt 395]
- Cornelis van der Meulen (en)[gt 396]
- Johan Starrenberg (en)[gt 397]
- Jacob de Wolf (en)[gt 398]
- Guilhelmo van Ingen (en)[gt 399]
- Nicolaes de Vree (en)[gt 400]
- Abraham Hondius[gt 401]
- Francoys Dancx (en)[gt 402]
- Jan van Alen (en)[gt 403]
- Abraham Stork[gt 404]
- David Colijns[gt 405]
- Barent Gaal (en)[gt 406]
- Isaac Koene (en)[gt 407]
- Pieter van der Hulst (en)[gt 408]
- Pieter Peutemans (en)[gt 409]
- Jan Klaasz Rietschoof[gt 410]
- Hendrik Rietschoof (en)[gt 411]
- Cornelis Holsteyn[gt 412]
- Simon van der Does[gt 413]
- Theodorus (en) et Christoffel Lubienietzky (en)[gt 414]
- Jan Hoogzaat (en)[gt 415]
- Carel Fabricius[gt 416]
- Jan van Bunnik (en)[gt 417]
- Carel de Moor[gt 418]
- Jan Frans van Douven[gt 419]
- Simon Germyn (en)[gt 420]
- Wilhelmus Beurs (en)[gt 421]
- John Closterman[gt 422]
- Jan Griffier[gt 423]
- Cornelis Huysmans[gt 424]
- Willem Wissing[gt 425]
- Guiliam de Heus (en)[gt 426]
- Jacob de Heus[gt 427]
- Philip Tideman (en)[gt 428]
- Ernst Stuven (en)[gt 429]
- Elias van den Broek[gt 430]
- Laurens van der Vinne (en)[gt 431]
- Pauwels van Hillegaert (en) et Pieter de Ruelles (en)[gt 432]
- Jacob van Campen[gt 433]
- Hendrik Carree (en)[gt 434]
- Bernart Schendel (en)[gt 435]
- Anthony Vreem (en)[gt 436]
- Dirk Dalens (en)[gt 437]
- Michiel Maddersteg[gt 438]
- Justus van Huisum (en)[gt 439]
- Adrian van der Werf[gt 440]

Liste des portraits gravés du volume III, par ordre d'apparition dans le texte :

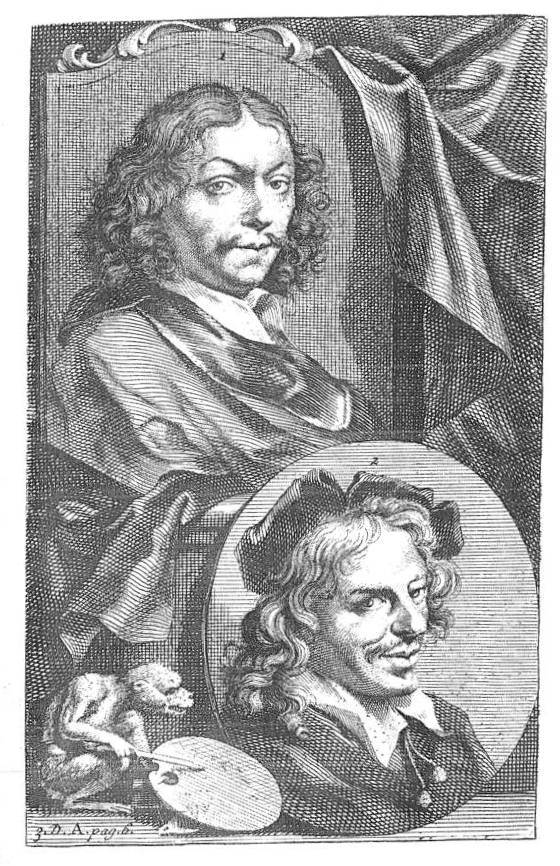
Vol. 3, plaque A, p. 6 : Frans van Mieris, Jan Steen.
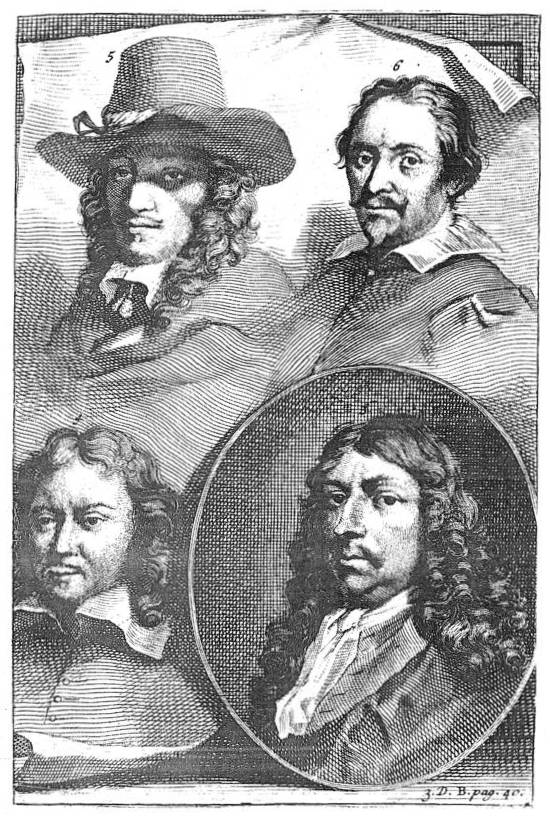
Vol. 3, plaque B, p. 40 : Gerard ter Burg, Gabriel Mitzu, Karel de Jardyn, Gillis de Hondekoeter.
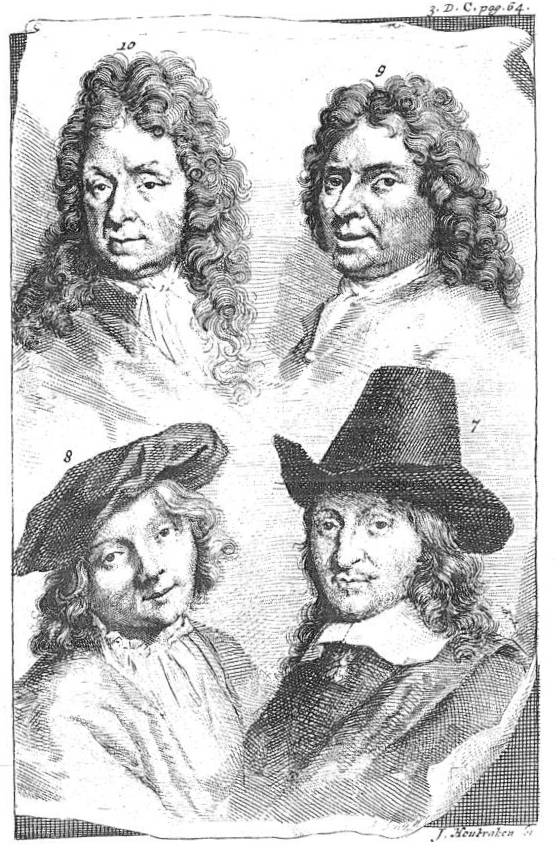
Vol. 3, plaque C, p. 64 : Jan Asselyn, Heyman Dullaart, Jan van Pée, Melch. de Hondekoeter
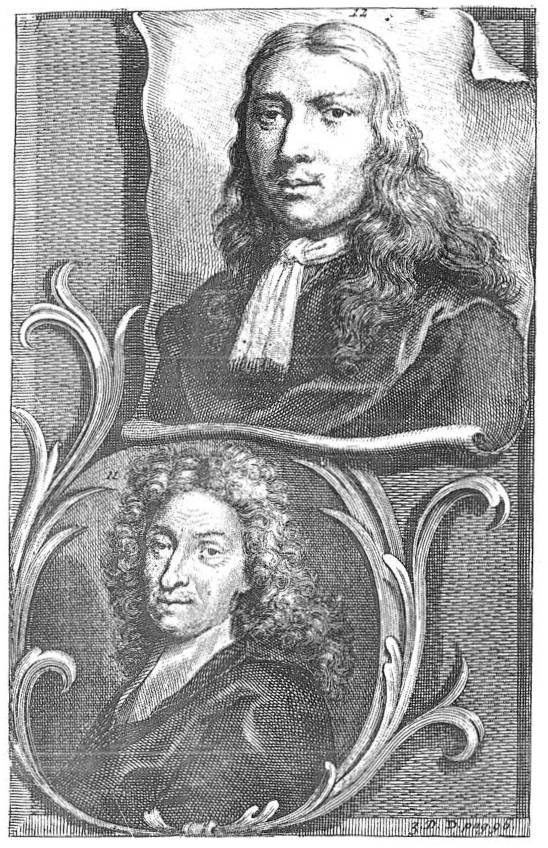
Vol. 3, plaque D, p. 96 : Abraham Genoels, Adriaen van den Velde.
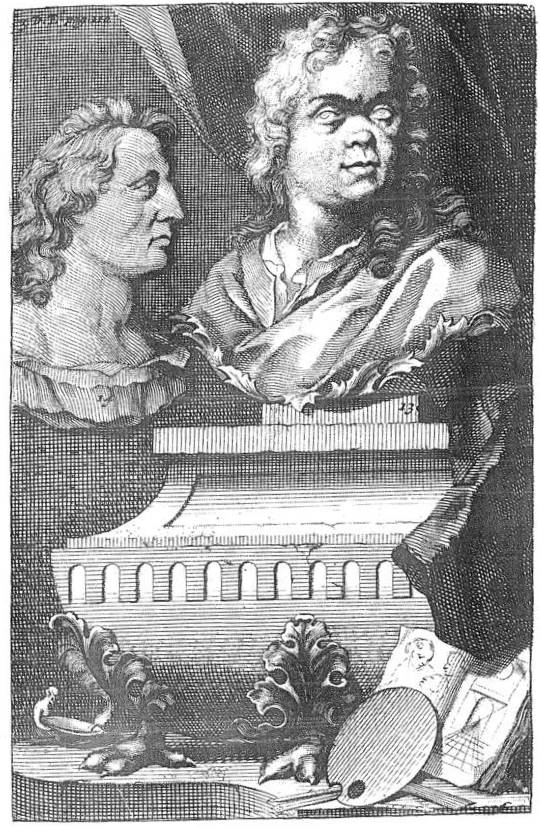
Vol. 3, plaque E, p. 110 : Gerard de Laires, Bartolet.
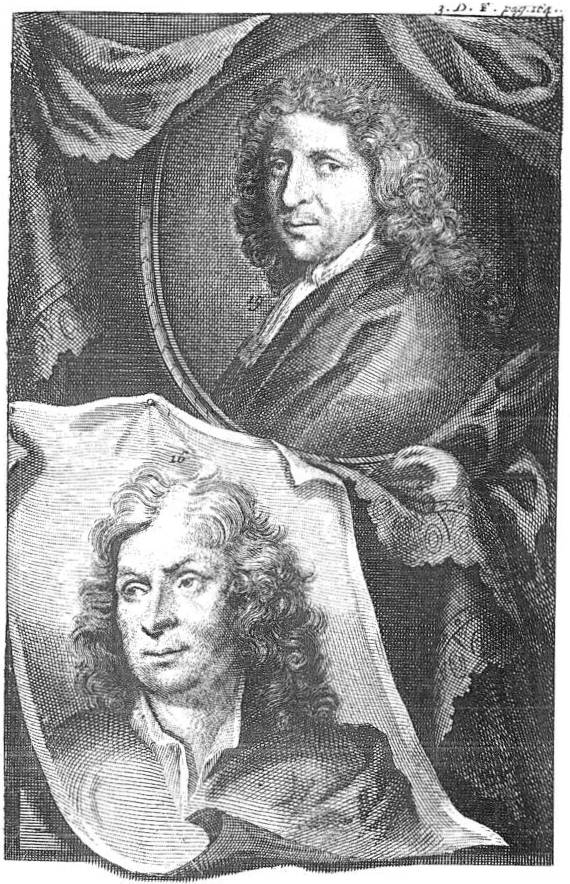
Vol. 3, plaque F, p. 164 : Jakob Torenvliet, Mich. van Musscher.
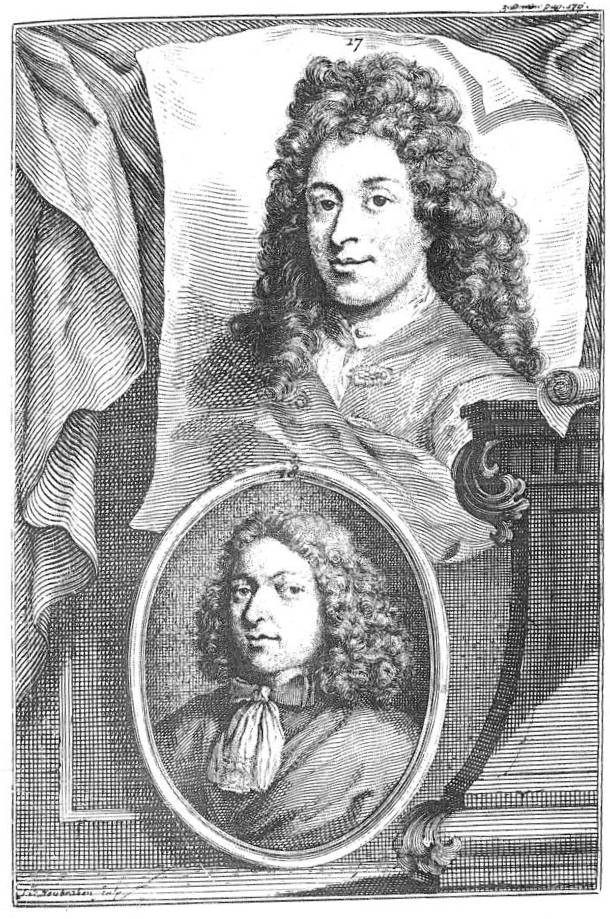
Vol. 3, plaque G, p. 176 : Godefridus Schalken, Philip Tideman.
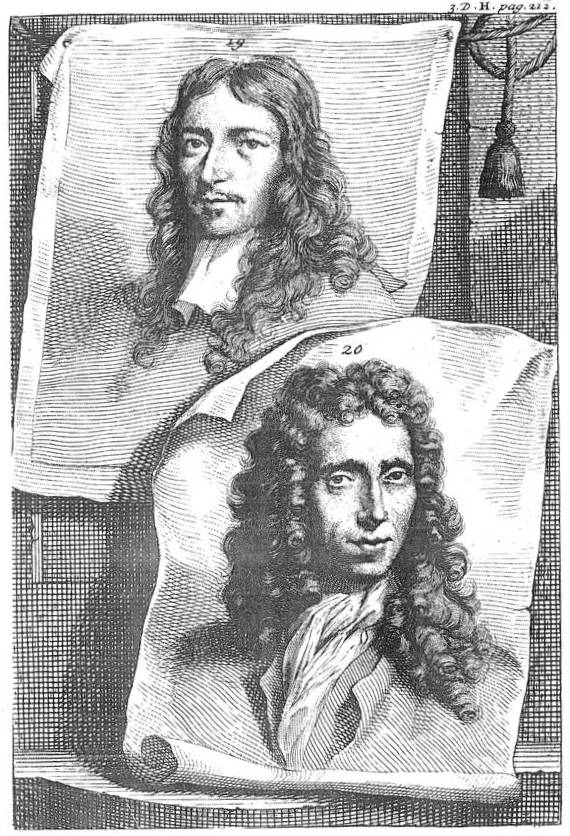
Vol. 3, plaque H, p. 212 : Joan de Biskop, Johannes Voorhout,
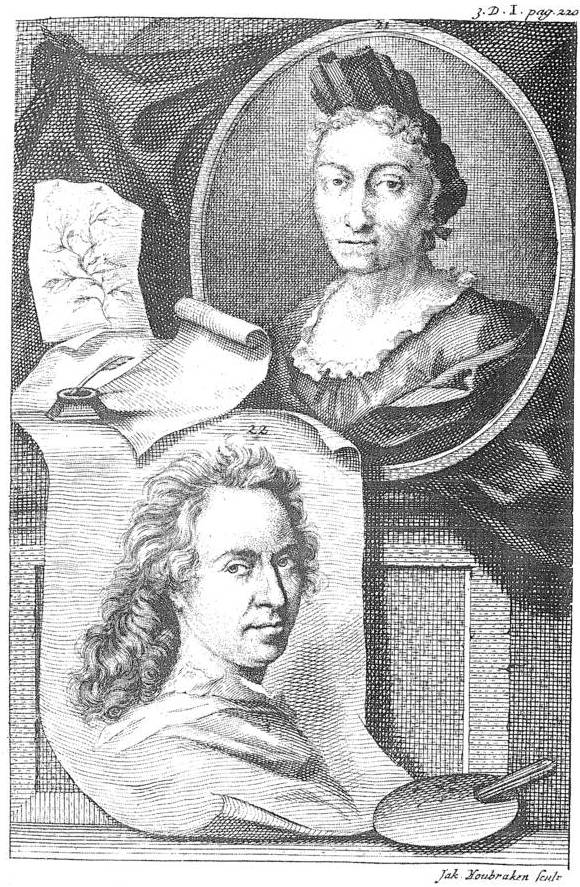
Vol. 3, plaque I, p. 220 : Maria Sybille Merian, David vander Plaas.
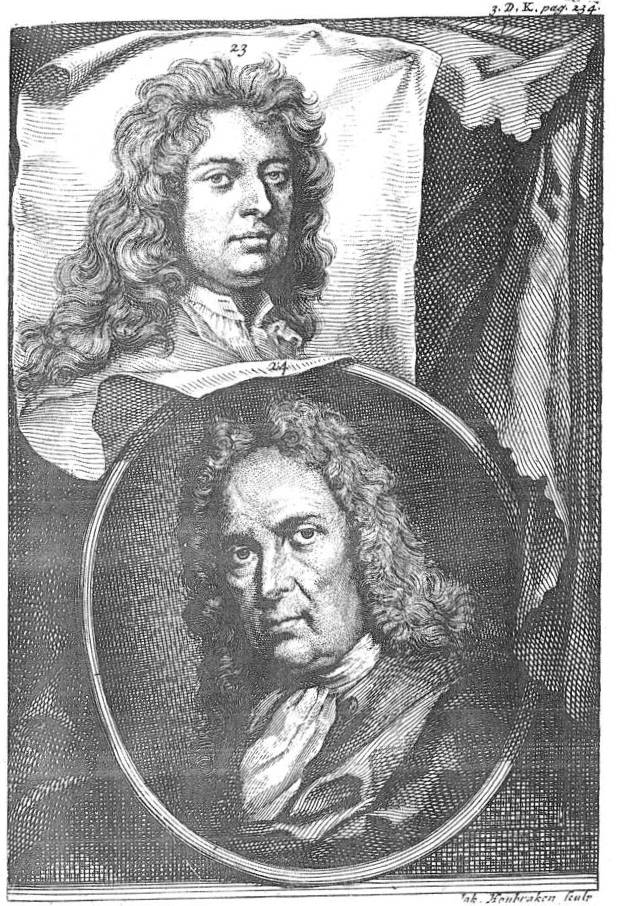
Vol. 3, plaque K, p. 234 : Godfried Kneller, Gerard Hoet.
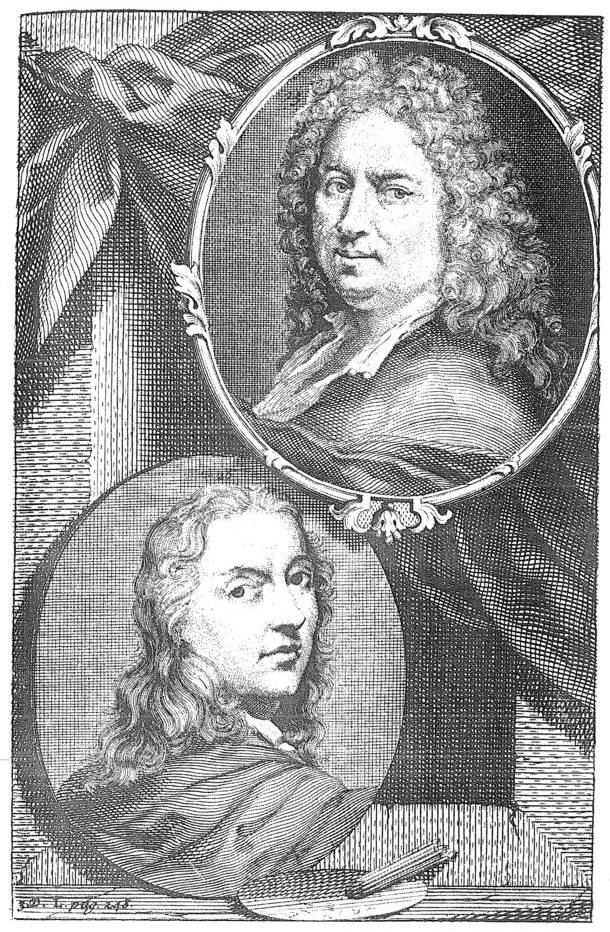
Vol. 3, plaque L, p. 248 : Mathys Wulfraat, Augustinus ter Westen.
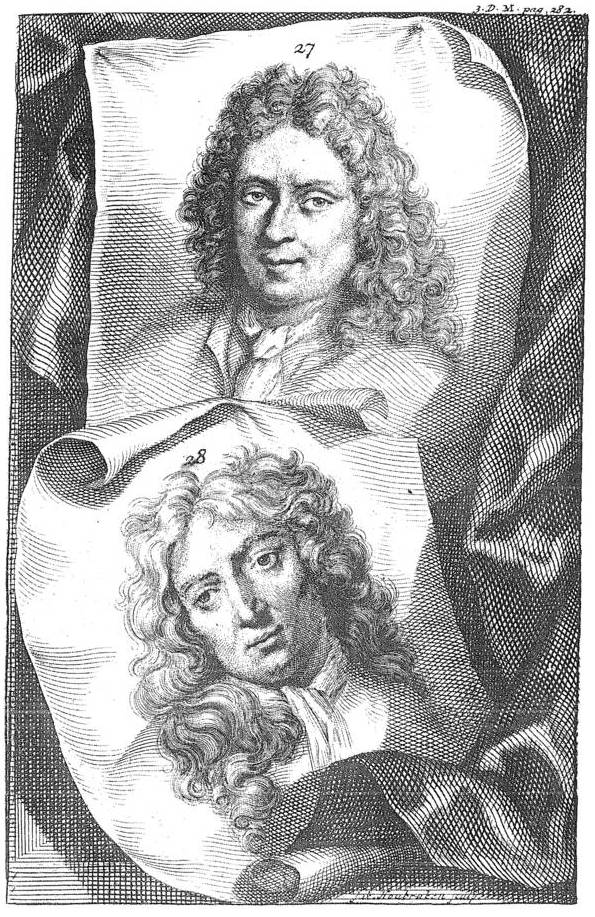
Vol. 3, plaque M, p. 282 : Johannes Verkolje, Abraham Hondius.
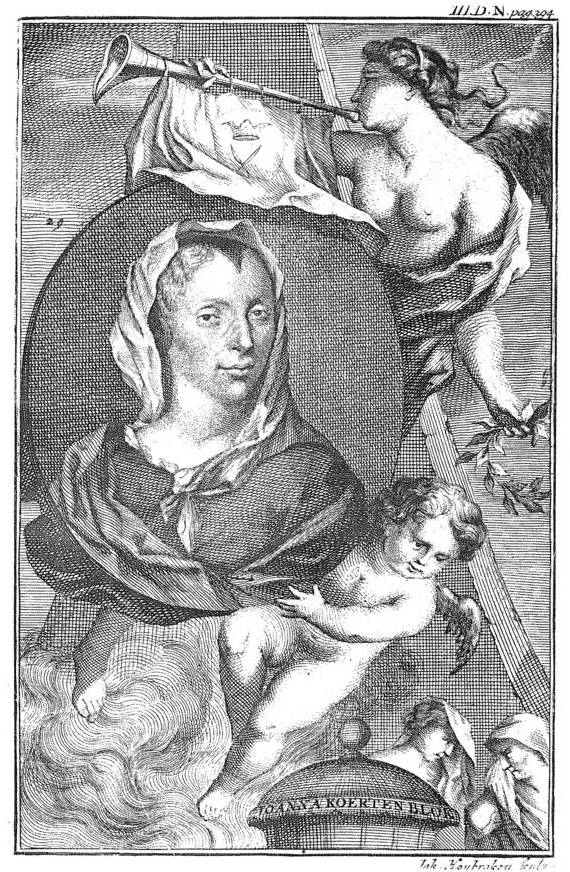
Vol. 3, plaque N, p. 294 : Johanna Koerten.
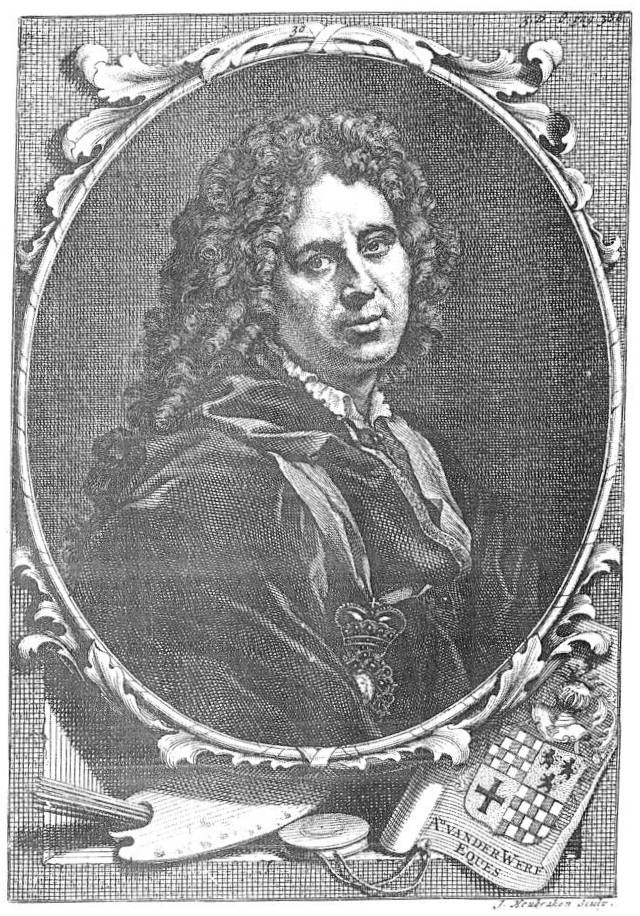
Vol. 3, plaque O, p. 388 : Adriaan vander Werf.
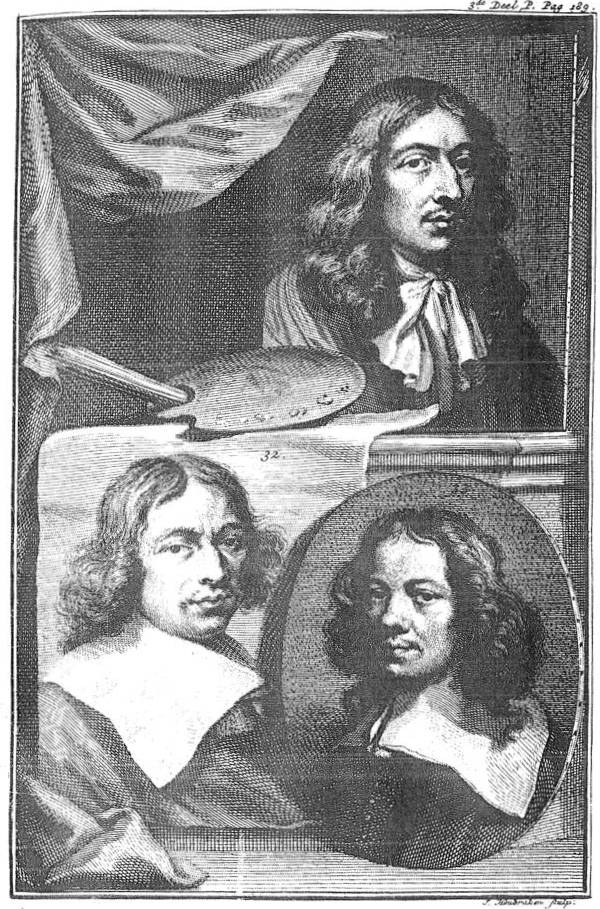
Vol. 3, plaque P, p. 189 : Casparus Netscher, Job Berckheiden, Gerrit Berckhnden.